# Huddinge kommun
Huddinge kommun (uttal (fil))  är en kommun i södra delen av Stockholms län. Centralort är Huddinge centrum. Kommunen gränsar i norr helt till Stockholms kommun, och större delen av bebyggelsen ingår i tätorten Stockholm. 
Området har en karaktär av sprickdalslandskap. Det finns en del malmmineral i berggrunden, och järnmalm har brutits i trakterna av Nybo. De östra delarna av kommunen är bevuxna med skog. I början av 2020-talet var kommunens största arbetsgivare Karolinska universitetssjukhuset följt av Huddinge kommun. 
Sedan kommunen bildades 1971 har befolkningstrenden varit starkt positiv; fram till 2020 hade invånarantalet mer än fördubblats. Efter att koalitioner ledda av Moderaterna styrt kommunen under 16 år kunde en mittenkoalition ta över makten efter valet 2022.

## Administrativ historik
Huddinge är en av de få kommuner i landet som sedan införandet av 1862 års kommunalförordningar inte nämnvärt påverkats av 1900-talets omfattande kommunreformer i Sverige. Kommunens nuvarande areal motsvarar därmed den gamla Huddinge socken där Huddinge landskommun inrättades 1863. 
Inom Huddinge kommun fanns tidigare ett antal municipalsamhällen: Segeltorps municipalsamhälle (1924–1953), Hörningsnäs villastads municipalsamhälle (5 december 1915–1947), Stuvsta municipalsamhälle (1924–1947), Fullersta municipalsamhälle (1924–1947), Snättringe municipalsamhälle (2 november 1928–1947). De fyra sistnämnda lades 1947 samman med det 1924 bildade Huddinge municipalsamhälle till ett "stormunicip". Detta upphörde 31 december 1952. 
Den 1 januari 1963 överfördes Skärholmen och Vårberg omfattande en areal av 3,77 km²  till Stockholms stad. Huddinge landskommun ombildades 1971 till nuvarande Huddinge kommun. Kommunen ingick från bildandet till 2007 i Huddinge tingsrätts domsaga och ingår sedan 2007 i Södertörns tingsrätts domsaga.
Kommunen ingår sedan 2010 i Förvaltningsområdet för finska. 

## Geografi
Kommunen är belägen på ön Södertörn i nordöstra delen av landskapet Södermanland. Den har sjön Mälaren i nordväst. I sydöst gränsar Huddinge kommun till Haninge kommun, i sydväst till Botkyrka kommun, i nordväst till Ekerö kommun, i norr till Stockholms kommun och i öster till Tyresö kommun, alla i Stockholms län. En tredjedel av kommunens yta är skyddad som naturreservat.

### Topografi och hydrografi

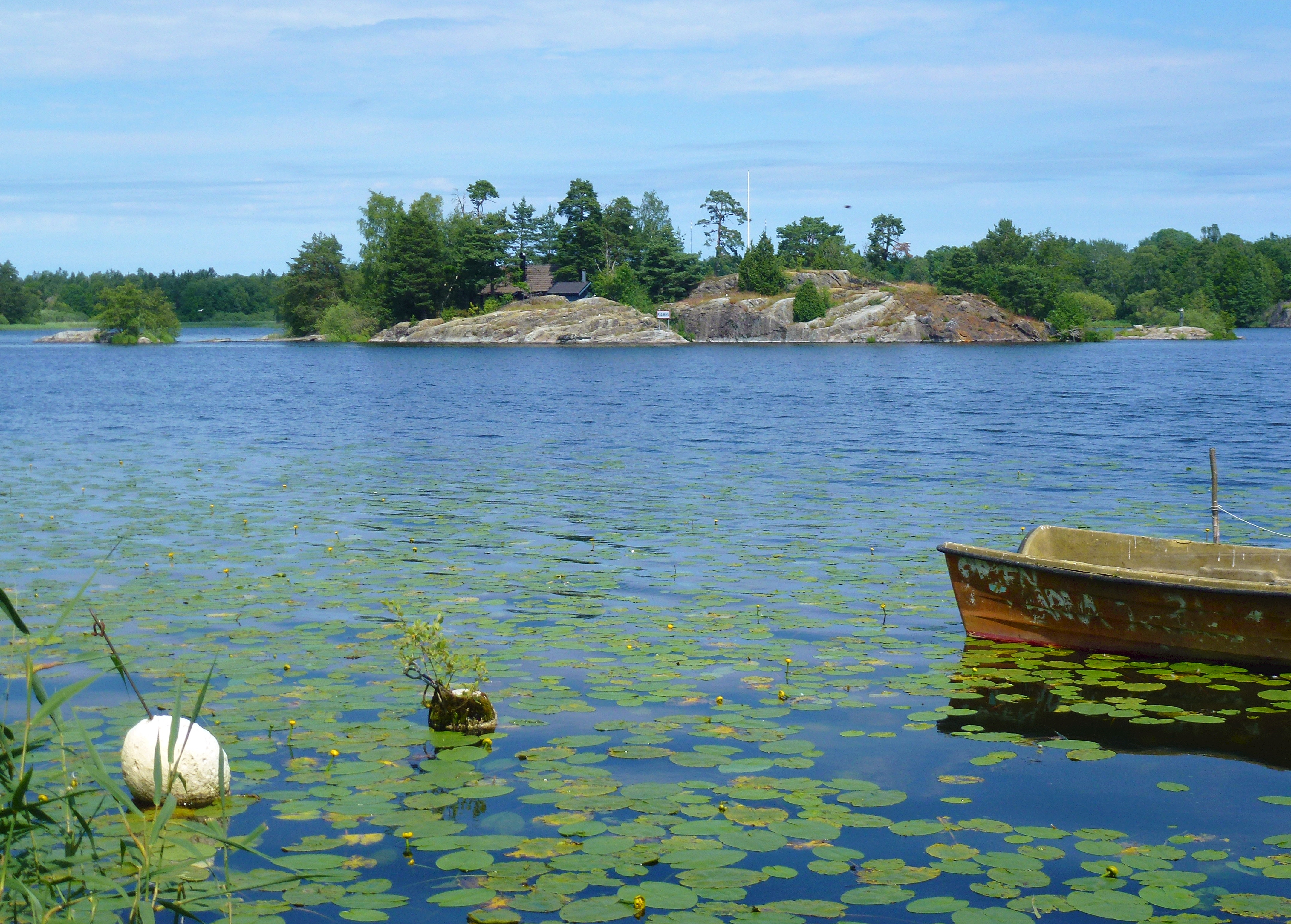
Drevviken med Kaninholmen.

Gnejser och gnejsgraniter utgör områdets berggrund. Berggrunden har en karaktär av sprickdalslandskap i riktningarna nordöst–sydväst och nordväst–sydöst. Oftast är höjderna kala eller har ett tunt jordtäcke och  dalarna är fyllda av vattenavsatta sediment.  De östra delarna av kommunen är bevuxna med skog och där finns också flera friluftslivsområden, däribland Ågesta med den fågelrika Ågestasjön.
Det finns över 20 sjöar i kommunen. De höglänta sjöarna i kommunens södra del hör till Stockholm läns äldsta sjöar. Fem olika huvudavrinningssystem (sjösystem) finns i Huddinge. Dessa är Mälarens, Tyresåns, Kagghamraåns, Vitsåns och Husbyåns. Allt vatten flyter senare vidare ut Östersjön. Vattennivån i flera sjöar har över tid sänkts i syfte att erhålla mer jordbruksmark.
De största sjöarna är sprickdalssjöarna Orlången och gränssjöarna Drevviken (I öster) och Magelungen (i norr). Andra större sjöar är Trehörningen, Ådran, Ågestasjön samt gränssjöarna Långsjön (i norr) och Albysjön (i väster).
Nedan presenteras andelen av den totala ytan 2020 i kommunen jämfört med riket.
|  | Bebyggelse (29,3 %) |

|  | Skog (48,6 %) |

|  | Öppen myrmark (1,4 %) |

|  | Jordbruksmark (4,6 %) |

|  | Övrig mark (16,1 %) |

|  | Bebyggelse (3,1 %) |

|  | Skog (68,0 %) |

|  | Öppen myrmark (7,2 %) |

|  | Jordbruksmark (7,4 %) |

|  | Övrig mark (14,3 %) |

### Naturskydd

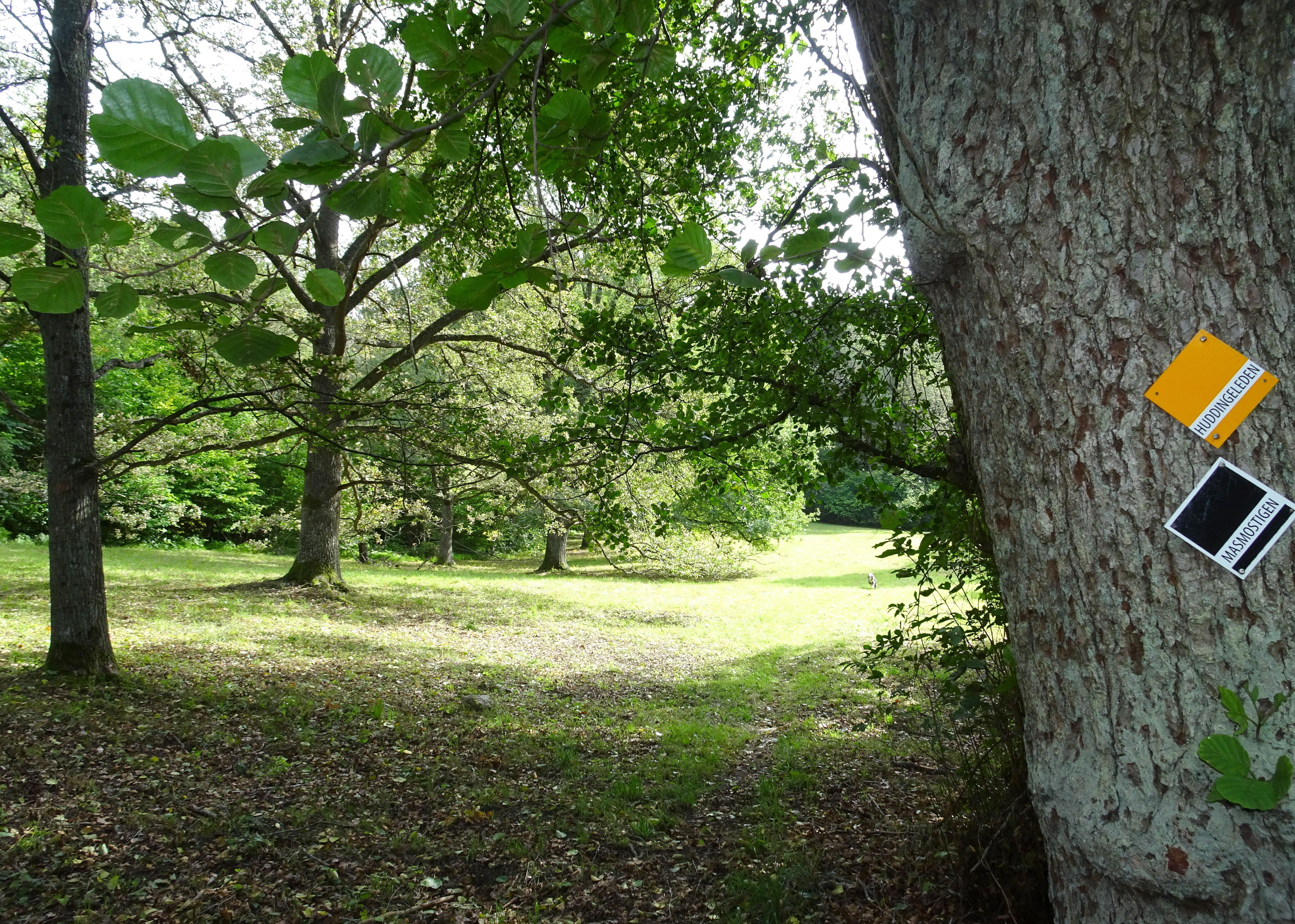
Gömsta ängs naturreservat.

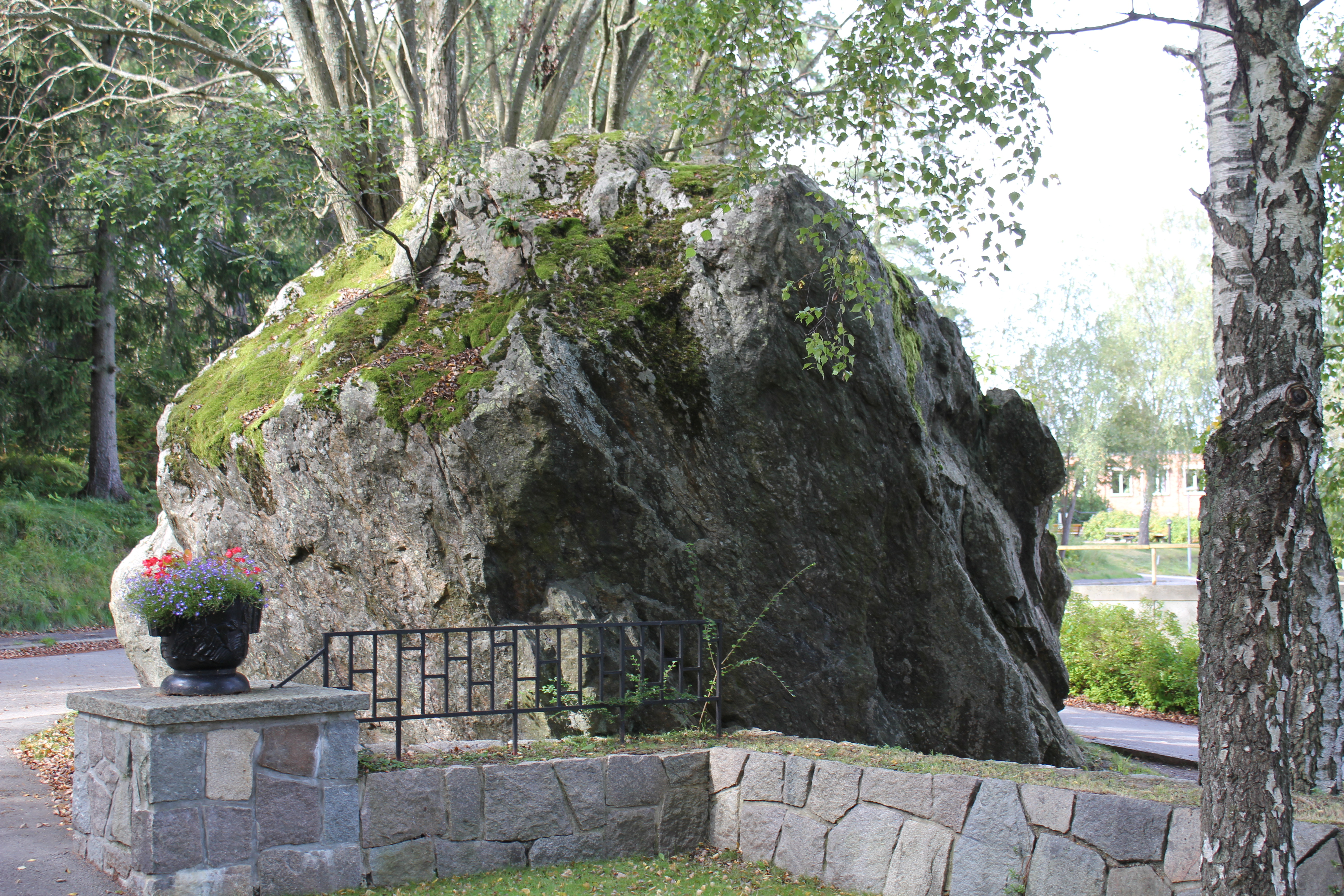
Biskopsstenen (naturminne).

Det finns 12 naturreservat i Huddinge kommun. Orlången är Huddinges största naturreservat och rymmer tre sjöar på en areal om 1 500 hektar.
Gömsta äng är kommunens äldsta, men också minsta naturreservat och omfattar branta bergssluttningar, skog och äng på totalt fem hektar och Flemingsbergsskogen är troligtvis kommunens lättast tillgängliga reservat. Reservatet är lämpligt för till exempel bär- och svampplockning, men rymmer också kulturhistoriska värden så som fornborgar. Naturreservatet Lännaskogen är också klassat som ett Natura 2000 område. Det finns även fyra andra områden som erhållit den klassificeringen. Dessa områden är Fullersta kvarn, Granby (en del av Paradisets naturreservat), Lissma-Kvarnsjön och Hanveden.
Det finns 11 naturminnen i Huddinge kommun, dessa består av 10 ekar, en ask och två flyttblock. Två av dem har egna namn: Hagstaeken vid Glömstavägen och Biskopsstenen som är ett flyttblock vid Tomtberga kyrkogård.
Fem av kommunens sjöar har problem med alger, övergödning och andra miljöproblem. Åtgärder har satts in för att sjöarna ska bli friska till exempel har det byggts olika typer av dammar vid Magelungen och vid Trehörningen, som är kommunens mest förorenade sjö, har pumpstationer byggts och aluminiumfällning gjorts i syfte att binda fosfor.

### Administrativ indelning

#### För befolkningsrapportering
Fram till 2016 var kommunen för befolkningsrapportering indelad i Flemingsbergs församling, Huddinge församling, Trångsund-Skogås församling och S:t Mikaels församling.

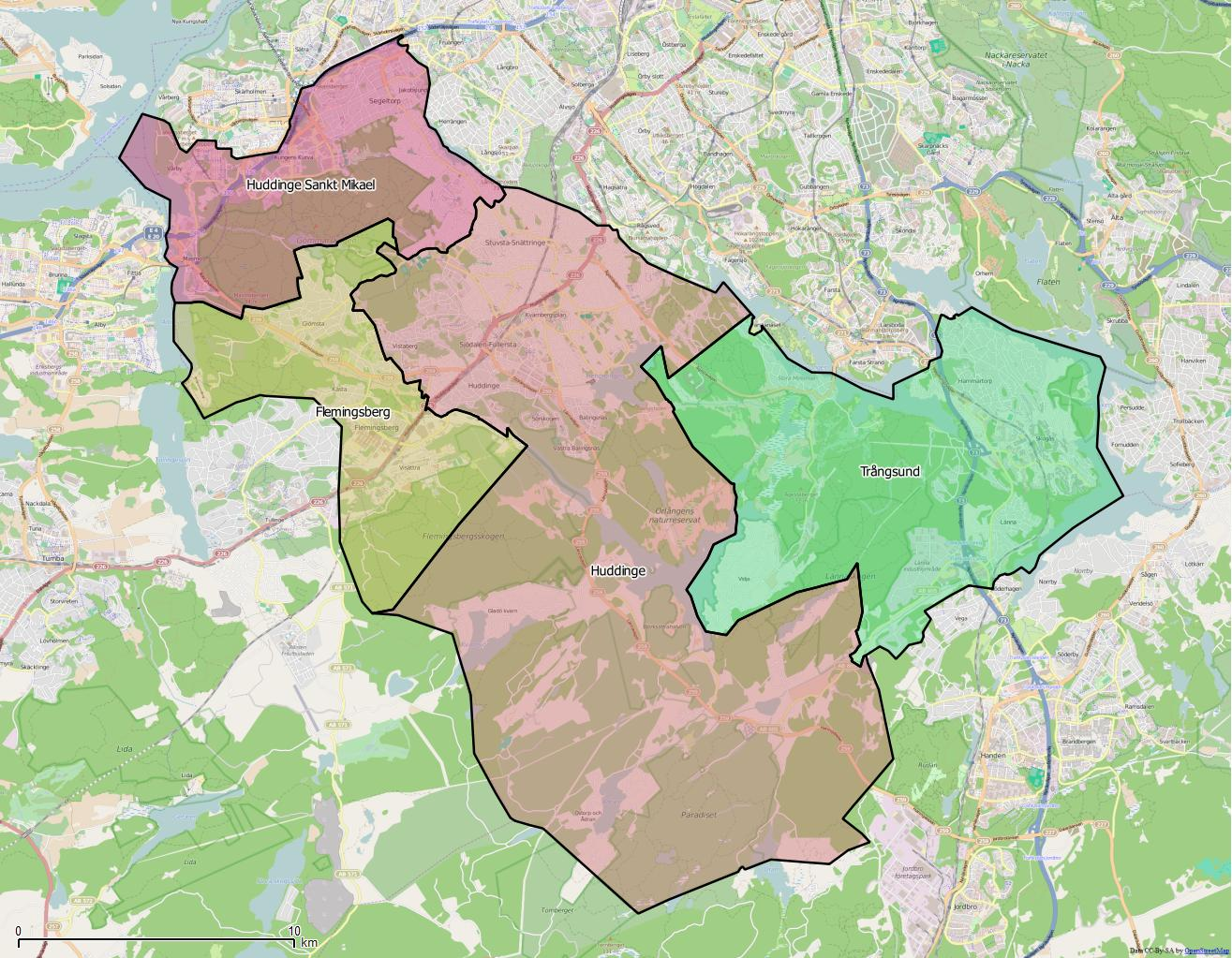
Distrikt inom Huddinge kommun.

Sedan år 2016 indelas kommunen i distrikten Flemingsberg, Huddinge, Huddinge Sankt Mikael och Trångsund.

#### Kommundelar
Huddinge kommun är sedan 2018 indelad i sexton kommundelar.
| Kommundelarna i Huddinge kommun (från 2018). |  |                                        |  |                                      |  |                                      |
| Flemingsberg Fullersta Gladö-Lissma Glömsta  |  | Högmora Kungens kurva Länna Loviseberg |  | Segeltorp Sjödalen Skogås Snättringe |  | Stuvsta Trångsund Vårby Vidja-Ågesta |

| Kommundel                | Yta (km²) | Invånare (2019) |
| ------------------------ | --------- | --------------- |
| Flemingsberg             | 9,6       | 15 727          |
| Fullersta                | 4,1       | 7 715           |
| Gladö-Lissma             | 44,2      | 1 458           |
| Glömsta, Loviseberg      | 9,7       | 6 420           |
| Högmora                  | 7,0       | 1 541           |
| Länna                    | 8,0       | 2 361           |
| Segeltorp, Kungens Kurva | 9,5       | 9 634           |
| Sjödalen                 | 12,6      | 16 023          |
| Skogås                   | 3,7       | 12 581          |
| Snättringe               | 4,1       | 8 902           |
| Stuvsta                  | 5,6       | 9 537           |
| Trångsund                | 5,6       | 9 114           |
| Vidja-Ågesta             | 11,3      | 876             |
| Vårby                    | 6,2       | 10 688          |

1. ↑  Loviseberg (3,8 km²) särredovisas inte i befolkningsstatistiken
2. ↑  Kungens kurva  (2,9 km²) särredovisas inte i befolkningsstatistiken

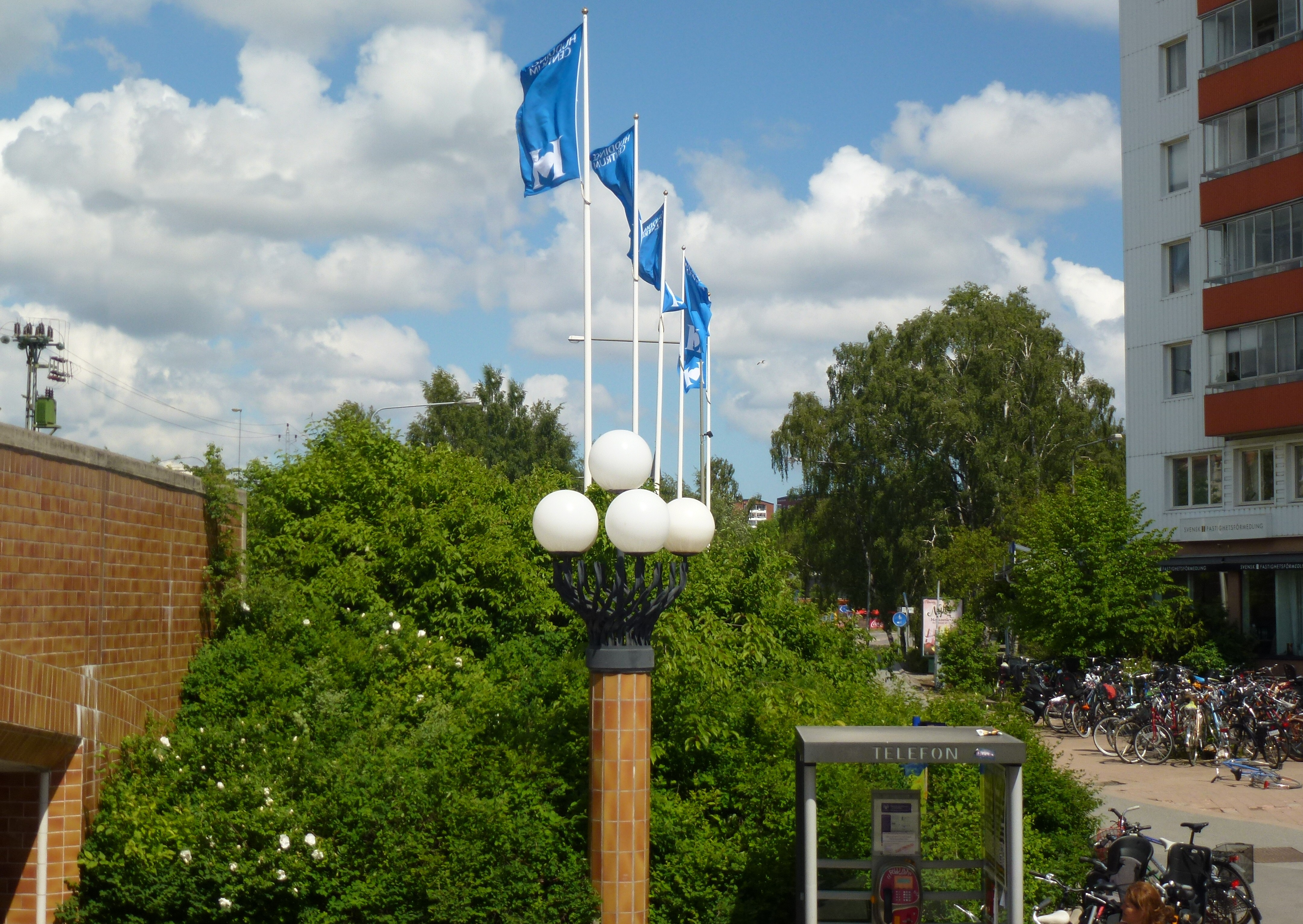
Huddinge centrum vid järnvägsstationen.

Huddinge centrum är kommunens administrativa centrum och består mestadels av flerbostadshus kring ett affärs- och servicekomplex med pendeltågsstation och bussterminal. Kring detta ligger villaområden i de flesta väderstrecken. I norr finns Fullersta, Snättringe, Stuvsta (med egen pendeltågsstation) och Segeltorp. Dessa villasamhällen övergår i liknande orter som till exempel Älvsjö i Stockholms kommun.
Kommunens östra delar, Trångsund, Länna och Skogås, är förbundna med spårbunden kollektivtrafik via Nynäsbanan och är därför delvis isolerade från kommunens administrativa centra utmed Västra stambanan. Mellan de östra kommundelarna och centralorten ligger stora naturskyddade områden och sjöar. I sydost utbreder sig landskapet kring sjöarna Orlången, Magelungen, Ådran och Drevviken.
I söder ligger Flemingsberg som har både pendel- och fjärrtågsstation. Området är kommunens arbetsplatscentrum med Karolinska universitetssjukhuset, Södertörns högskola och Novum forskningspark. Likaså har Södertörns tingsrätt flyttat hit och de kommande åren har man beräknat att ytterligare en tillökning ska ske av folkmängden. Kännetecknande för Flemingsberg är de färgglada miljonprogramshusen, men bakom dem i väster ligger stora villaområden som Kästa och Flottsbro friluftsanläggning, samt i sydväst, Tullinge villastad i Botkyrka kommun. Flemingsberg är utsett till ett av de storstadscentra som den regionala utvecklingsplanen för Stockholmsregionen (RUFS) vill utveckla.
Längre västerut ligger Vårby som präglas av flerbostadshus och röda linjens T-bana mot Norsborg. Kungens kurva är kommunens mest välkända handelsområde. Strax öster om detta ligger närapå orörd natur kring sjön Gömmaren.

### Tätorter
År 2020 bodde 99,4 procent av kommunens invånare i någon av kommunens tätorter, vilket var högre än motsvarande siffra för riket där genomsnittet var 87,6 procent. Vid Statistiska centralbyråns tätortsavgränsning 2020 fanns det fyra tätorter i Huddinge kommun:
| Tätort             | Befolkning |
| ------------------ | ---------- |
| Tätorten Stockholm | 110 630    |
| Vidja              | 882        |
| Gladö kvarn        | 772        |
| Östorp och Ådran   | 223        |

1. ↑  Stora delar av bebyggelsen i Huddinge kommun ingår i tätorten Stockholm (Huddinge centrum, Fullersta, Flemingsberg, Stuvsta, Snättringe, Segeltorp, Vårby, Trångsund, Skogås). Befolkningsantalet avser den del som finns i Huddinge kommun.
2. ↑  Del av Östorp och Ådran finns även i Haninge kommun.

## Styre och politik

### Styre
| År        | Partier | Partier | Partier | Partier | Partier | Partier |
| --------- | ------- | ------- | ------- | ------- | ------- | ------- |
| 2006–2010 | M       | FP      | DP      | KD      | HP      |         |
| 2010–2014 | M       | FP      | DP      | C       | HP      | KD      |
| 2014–2018 | M       | FP      | C       | DP      | KD      | HP      |
| 2018–2022 | M       | L       | C       | DP      | KD      | HP      |
| 2022–     | S       | C       | HP      | MP      |         |         |

Från demokratins genombrott och fram till och med kommunalvalet 1973 dominerades politiken i Huddinge helt av Socialdemokraterna. Efter det har makten över tid växlat mellan Moderaterna med olika samarbetspartier och Socialdemokraterna med olika samarbetspartier. Efter valet 2014 bildade Moderaterna, Folkpartiet, Centerpartiet, Kristdemokraterna, Drevvikenpartiet och Huddingepartiet ett minoritetsstyre, vilket motsvarar 29 av fullmäktiges 61 mandat.
Moderaterna, Liberalerna, Centerpartiet, Kristdemokraterna, Drevvikenpartiet och Huddingepartiet bildade tillsammans ett minoritetsstyre likt mandatperioden 2014–2018, vilket motsvarar 30 av fullmäktiges 61 mandat. Daniel Dronjak Nordqvist (M) fortsatte som kommunstyrelsens ordförande, något han varit sedan 2009. 
Efter att koalitionen ledda av Moderaterna styrt kommunen i 16 år blev det maktskifte efter valet 2022. Den nya koalitionen bestående av Socialdemokraterna, Centerpartiet, Miljöpartiet och Huddingepartiet kunde ta över makten genom en valteknisk samverkan med Vänsterpartiet.

### Kommunfullmäktige

#### Presidium
| Presidium 2022–2026    | Presidium 2022–2026 | Presidium 2022–2026 |
| ---------------------- | ------------------- | ------------------- |
| Ordförande             | S                   | Ann-Marie Högberg   |
| Förste vice ordförande | S                   | Göran Hallberg      |
| Andre vice ordförande  | M                   | Kennet Bergh        |

#### Mandatfördelning 1970–2022
I valet 2022 backade Moderaterna, Miljöpartiet, Liberalerna, Kristdemokraterna, Huddingepartiet och Drevvikenpartiet.  Socialdemokraterna, Centerpartiet, Vänsterpartiet och Sverigedemokraterna gick framåt. 
| 4 | 23 | 8 | 11 | 5 |

| 40 | 11 |

| 4 | 20 | 14 | 6 | 7 |

| 37 | 14 |

| 5 | 26 | 12 | 8 | 10 |

| 38 | 23 |

| 6 | 24 | 8 | 8 | 15 |

| 39 | 22 |

| 5 | 27 |  | 5 | 4 | 18 |

| 41 | 20 |

| 4 | 24 | 4 | 3 | 8 | 18 |

| 38 | 23 |

| 4 | 23 | 7 | 4 | 8 | 15 |

| 38 | 23 |

| 4 | 19 |  | 3 | 5 |  | 6 |  | 18 |

| 41 | 20 |

| 4 | 28 | 3 | 4 |  | 4 | 16 |

| 39 | 22 |

| 5 | 20 |  | 5 | 3 |  | 4 | 4 | 17 |

| 36 | 25 |

| 5 | 24 |  |  | 3 | 8 | 4 | 13 |

| 37 | 24 |

| 3 | 19 | 3 |  |  | 4 | 6 | 4 | 18 |

| 32 | 29 |

| 3 | 16 | 4 | 3 |  | 3 |  | 5 |  | 21 |

| 32 | 29 |

| 4 | 17 | 6 | 5 |  |  | 3 | 4 |  | 17 |

| 36 | 25 |

| 5 | 16 | 3 | 7 |  | 3 | 4 | 4 |  | 15 |

| 34 | 27 |

| 6 | 18 |  | 8 |  | 3 | 4 | 3 |  | 13 |

| 33 | 28 |

### Nämnder

#### Kommunstyrelse
| Presidium 2022–2026    | Presidium 2022–2026 | Presidium 2022–2026 |
| ---------------------- | ------------------- | ------------------- |
| Ordförande             | S                   | Sara Heelge Vikmång |
| Förste vice ordförande | C                   | Tomas Selin         |
| Andre vice ordförande  | M                   | Love Bergström      |

#### Lista över kommunstyrelsens ordförande
Nedan presenteras en lista över  kommunstyrelsens ordförande.
| Namn | Namn                | Från | Till | Politisk tillhörighet |
| ---- | ------------------- | ---- | ---- | --------------------- |
|      | Henry Ericson       | 1971 | 1973 | Socialdemokraterna    |
|      | Arthur Wadman       | 1974 | 1976 | Centerpartiet         |
|      | Hjalmar Söderström  | 1977 | 1979 | Socialdemokraterna    |
|      | Seved Petrén        | 1980 | 1982 | Moderaterna           |
|      | Ulla-Britt Larsson  | 1983 | 1985 | Socialdemokraterna    |
|      | Seved Petrén        | 1986 | 1991 | Moderaterna           |
|      | Jan Hjertsson       | 1992 | 1994 | Moderaterna           |
|      | Rolf Carlsson       | 1995 | 1998 | Socialdemokraterna    |
|      | Jan Hjertsson       | 1999 | 2002 | Moderaterna           |
|      | Bo Trygg            | 2002 | 2002 | Moderaterna           |
|      | Ann-Marie Högberg   | 2002 | 2006 | Socialdemokraterna    |
|      | Bo Trygg            | 2007 | 2008 | Moderaterna           |
|      | Daniel Dronjak      | 2009 | 2022 | Moderaterna           |
|      | Sara Heelge-Vikmång | 2022 |      | Socialdemokraterna    |

### Internationella relationer
Huddinge kommun har antagit strategier för att utveckla kommunens internationella relationer. Kommunen är med i internationella nätverk, deltar i EU-projekt samt har samarbete med två vänorter. Det internationella arbetet är i första hand inriktat mot EU-länder samt nordiska länder. Av den strategi som togs fram år 2016 framgår att de internationella relationerna ska "bidra till att nå kommunens uppsatta mål och vision och därmed skapa ett mervärde för kommunens invånare", "ge möjlighet till kunskaps- och erfarenhetsutbyte", "möjliggöra extern finansiering av olika projekt" samt "öka kommunens möjlighet att profilera sig regionalt, nationellt och internationellt".
I syfte att öka sammanhållningen i Norden har Huddinge kommun etablerat två vänortssamarbeten: Vanda i Finland och Askim i Norge.

## Ekonomi och infrastruktur

### Näringsliv
I början av 2020-talet var kommunens största arbetsgivare Karolinska universitetssjukhuset följt av Huddinge kommun. Bland större privata företag återfanns Ikea, Siemens Building Technologies AB och Spendrups Bryggeri AB. Större etableringar så som   Södertörns högskola, Kungliga tekniska högskolan (KTH), Karolinska Institutet och Novum forskningspark (centrum för biomedicinsk forskning och utveckling) har i sin tur bidragit till nyetableringar.

#### Industri

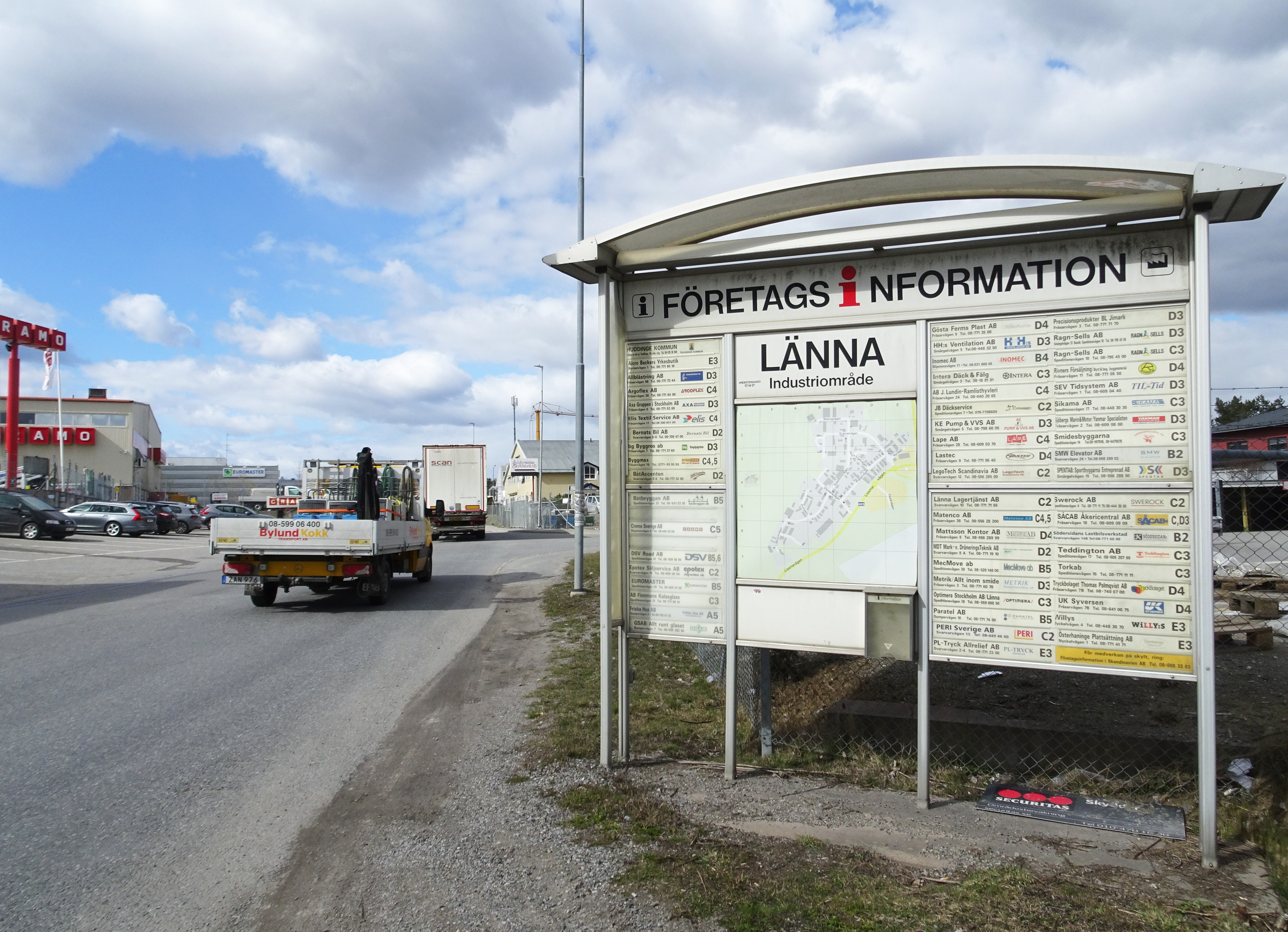
Länna industriområde.

Inom kommunen finns flera industriområden, bland dessa återfinns Segeltorps industriområde, Smista park, Storängens industriområde, Flemingsbergs industriområde, Kungens kurvas kontors- och industriområde och Länna industriområde.
Samtidigt som Storängens industriområde omvandlas till bostadsområde planeras för expandering av Gräsvretens industriområde.  Syftet är att göra plats för småindustrier.

#### Tjänster och turism
Vid Kungens kurvas kontors- och industriområde finns Skandinaviens största handelsområde, med till exempel Heron City, Leo's Lekland samt trampolinparken Yoump. En stor andel av kommunens arbetsgivare finns i Kungens Kurva inklusive den enskilt största privata arbetsgivaren, Ikea Kungens Kurva med 875  (november 2019) anställda.

### Infrastruktur

#### Transporter

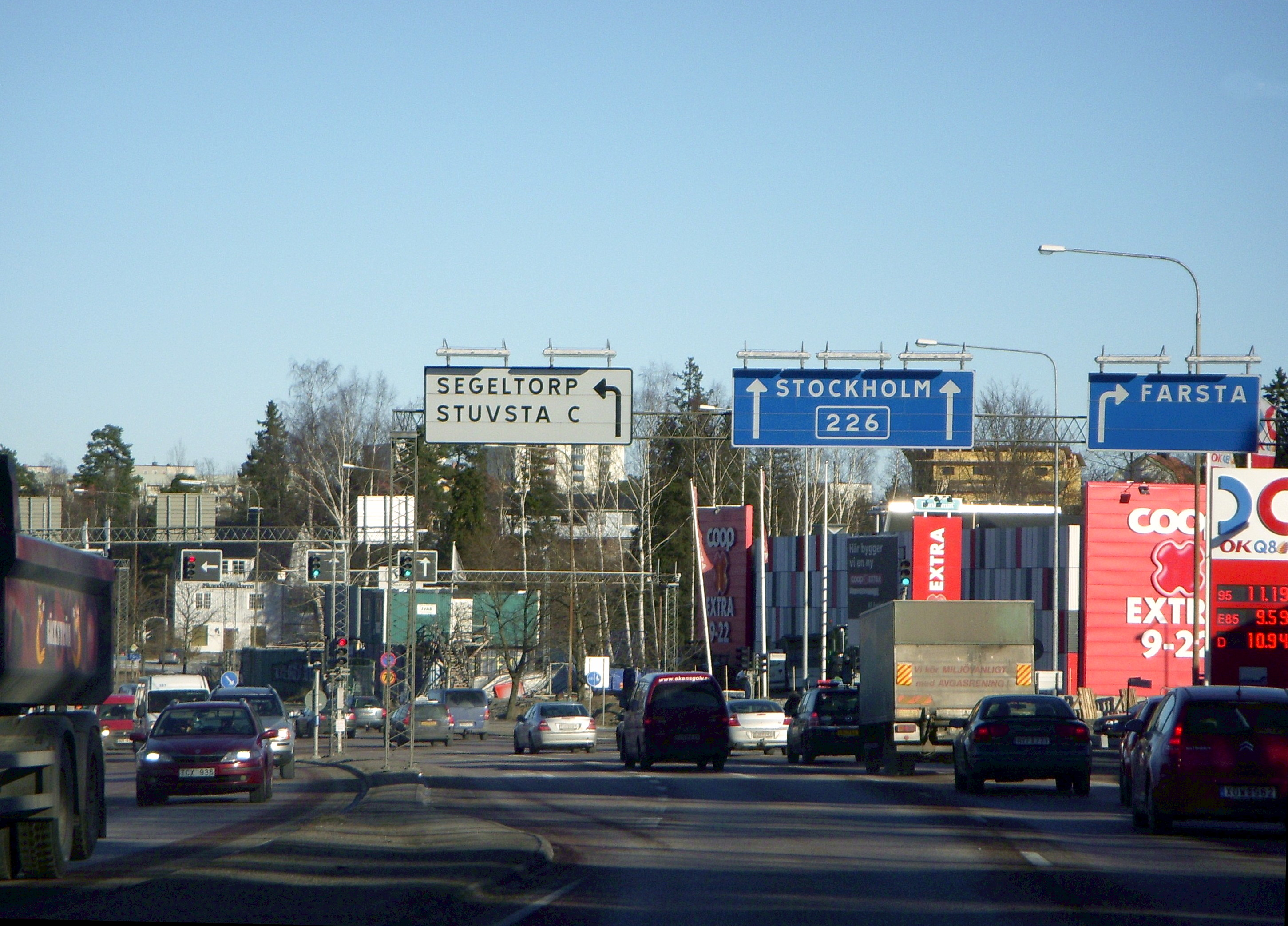
Huddingevägen i höjd med Stuvsta.

Göta landsväg förlorade betydelsen som enda väg från Stockholm till södra Sverige på 1660-talet. Detta då det byggdes en ny landsväg från Hornstull genom västra Brännkyrka och Huddinge. Detta, tillsammans med sjöleden längs Mälaren, bidrog till att Vårby blev attraktivt för Stockholms borgerskap på 1700-talet. Numer sträcker sig större vägar som E4/E20 genom kommunens nordvästra del och riksväg 73 genom kommunens östra del. Från nordväst mot sydöst sträcker sig länsväg 259 medan länsväg 226 genomkorsar kommunen från nordöst mot sydväst.
På 1920-talet drogs busslinjerna till Segeltorp, Herrängen och Långsjö, samt intill Södertörns villastad vid Nynäsbanan.
Västra stambanan mellan Stockholm och Södertälje invigdes 1860 och hade då mellanstationer vid Liljeholmen och i Huddinge och Tumba. Huddinge station byggdes för transporter av ved och mjölk snarare än för arbetspendling. Numer finns stationerna i Stuvsta, Huddinge och Flemingsberg. Stockholms pendeltåg stannar på alla tre stationerna. I Flemingsberg stannar även Mälartåg och vissa fjärrtåg.
År 1901 byggdes Nynäsbanan, den blev dock inledningsvis inte lika populär som Västra stambanan. Den har numer stationerna Trångsund och Skogås som även de betjänas av Stockholms pendeltåg. I den västra delen av kommunen går Röda linjen i Stockholms tunnelbana med stationerna Vårby gård och Masmo.

#### Utbildning och forskning
År 2022 fanns 38 grundskolor i Huddinge kommun, varav sju var fristående. Bland grundskolorna finns (antal elever avser läsår 2012/2013): Glömstaskolan i Flemingsberg, Bergavägen 9 (800 elever),  Segeltorpsskolan i Segeltorp, Chronas väg 12 (910 elever), Vistaskolan, Vista skolväg 1 (700 elever).
År 2022 fanns sju gymnasieskolor varav två var fristående. Dessa var Huddingegymnasiet, NTI-gymnasiet (fristående), Sjödalsgymnasiet, Sågbäcksgymnasiet, Widerströmska gymnasiet, Yrkesgymnasiet Huddinge (fristående) och Östra Gymnasiet. Södertörns högskola, som ligger i kommundelen Flemingsberg, inrättades år 1996. År 2021 var antalet studenter 13 354 och antalet program var 73 och antalet fristående kurser var 280.

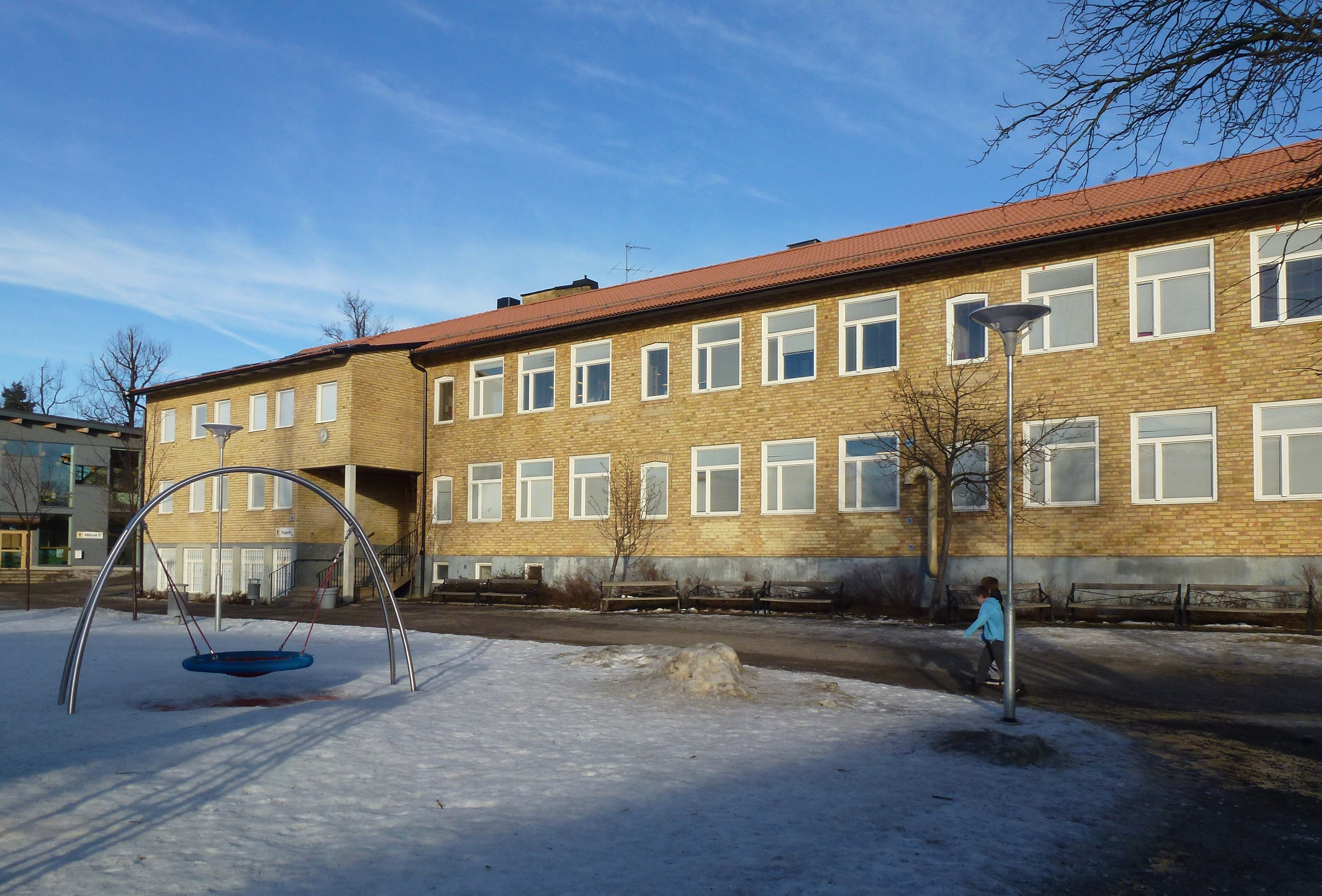
Segeltorpsskolans byggnad från 1950-talet.
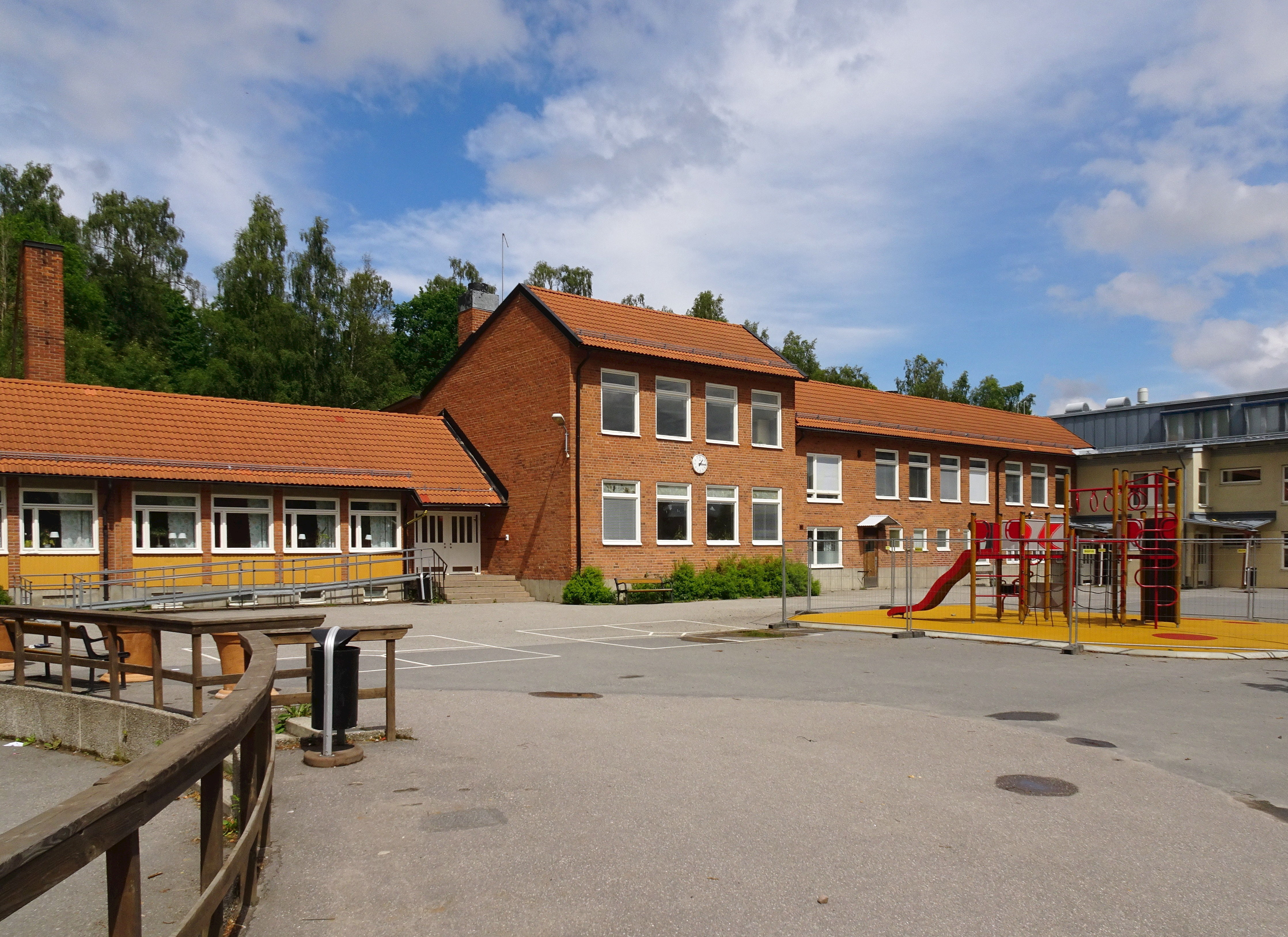
Vistaskolans byggnad från 1950-talet.
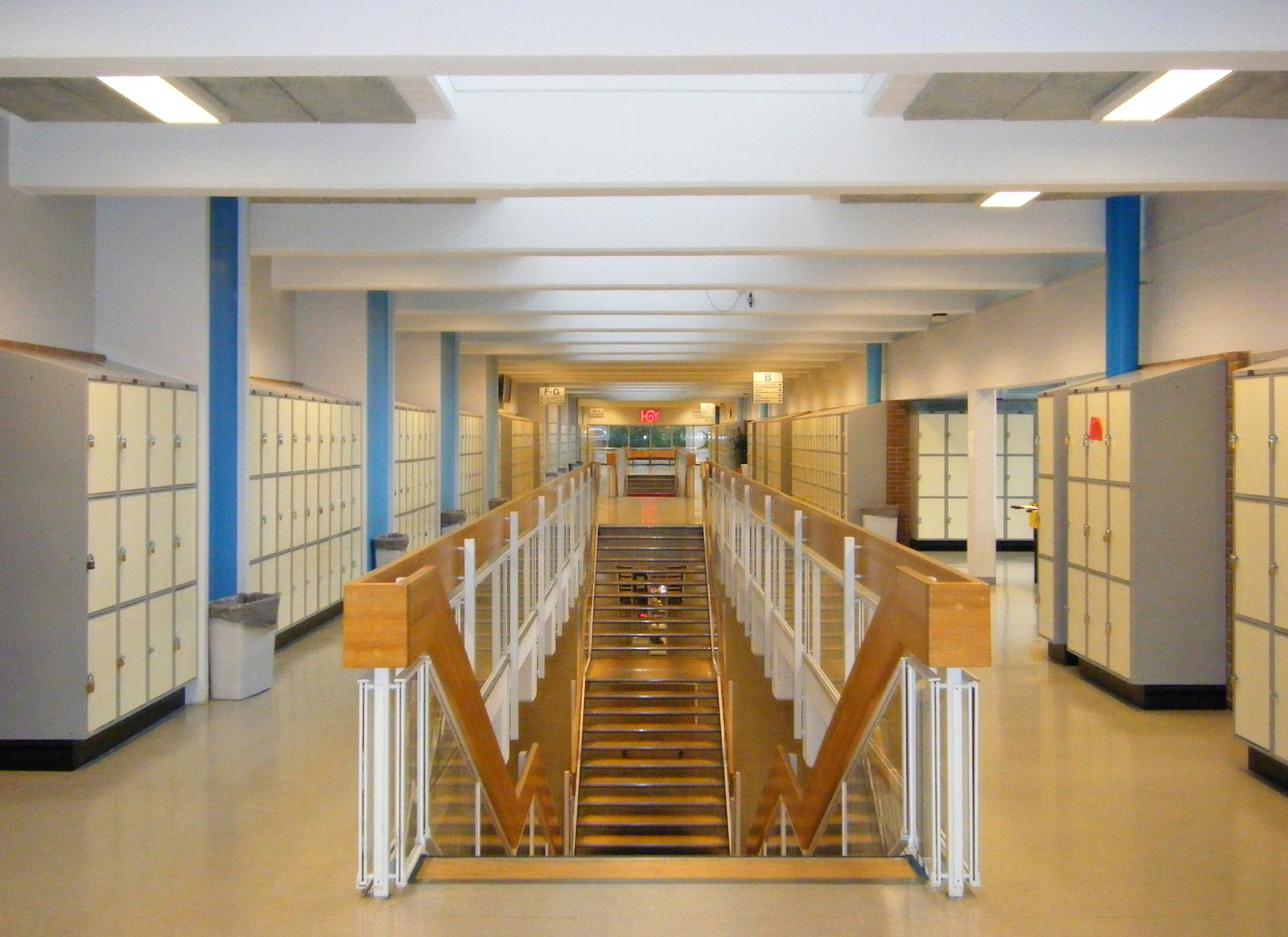
Huddingegymnasiets trapphall.
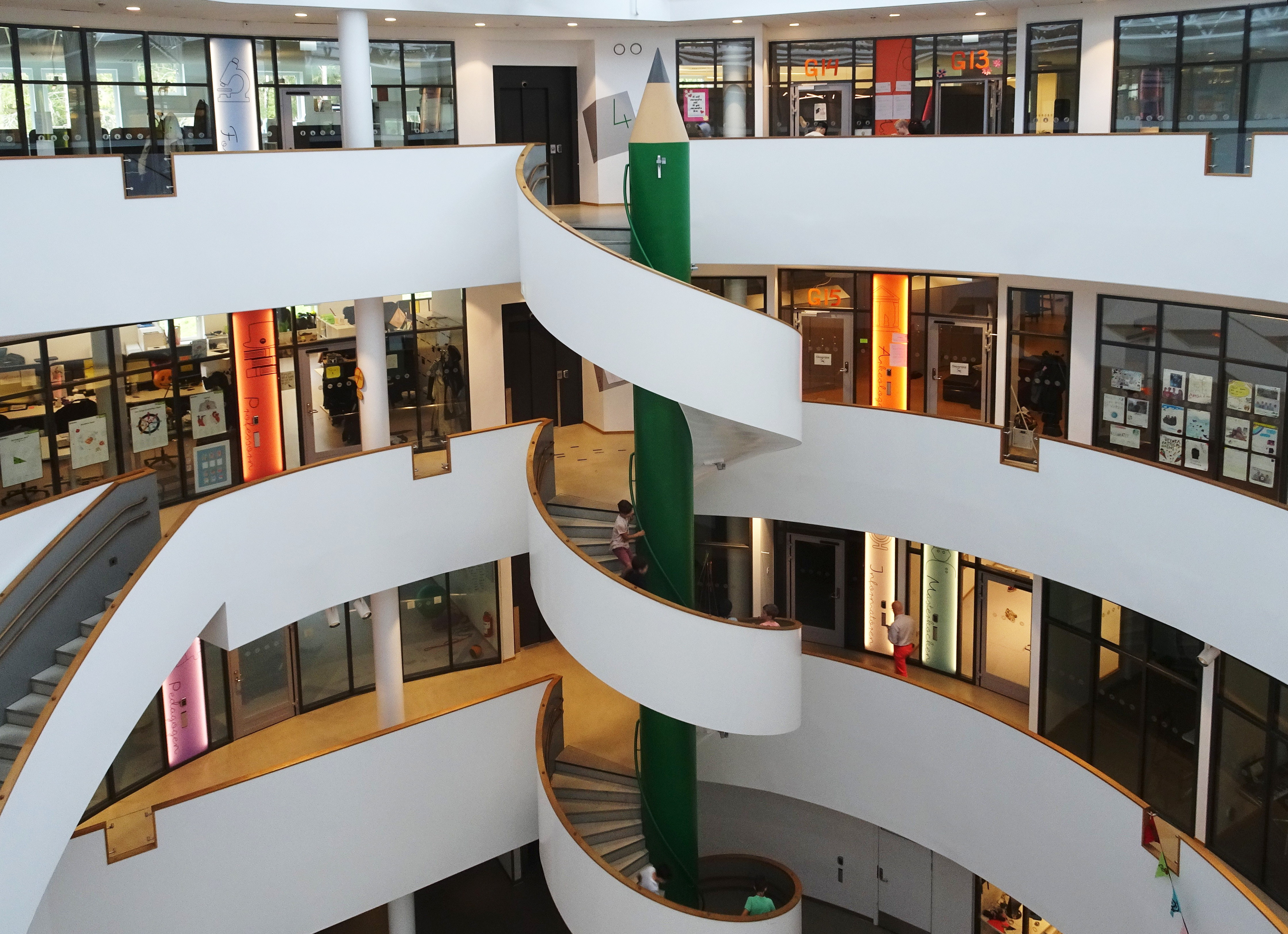
Glömstaskolans ljushall.

#### Sjukvård

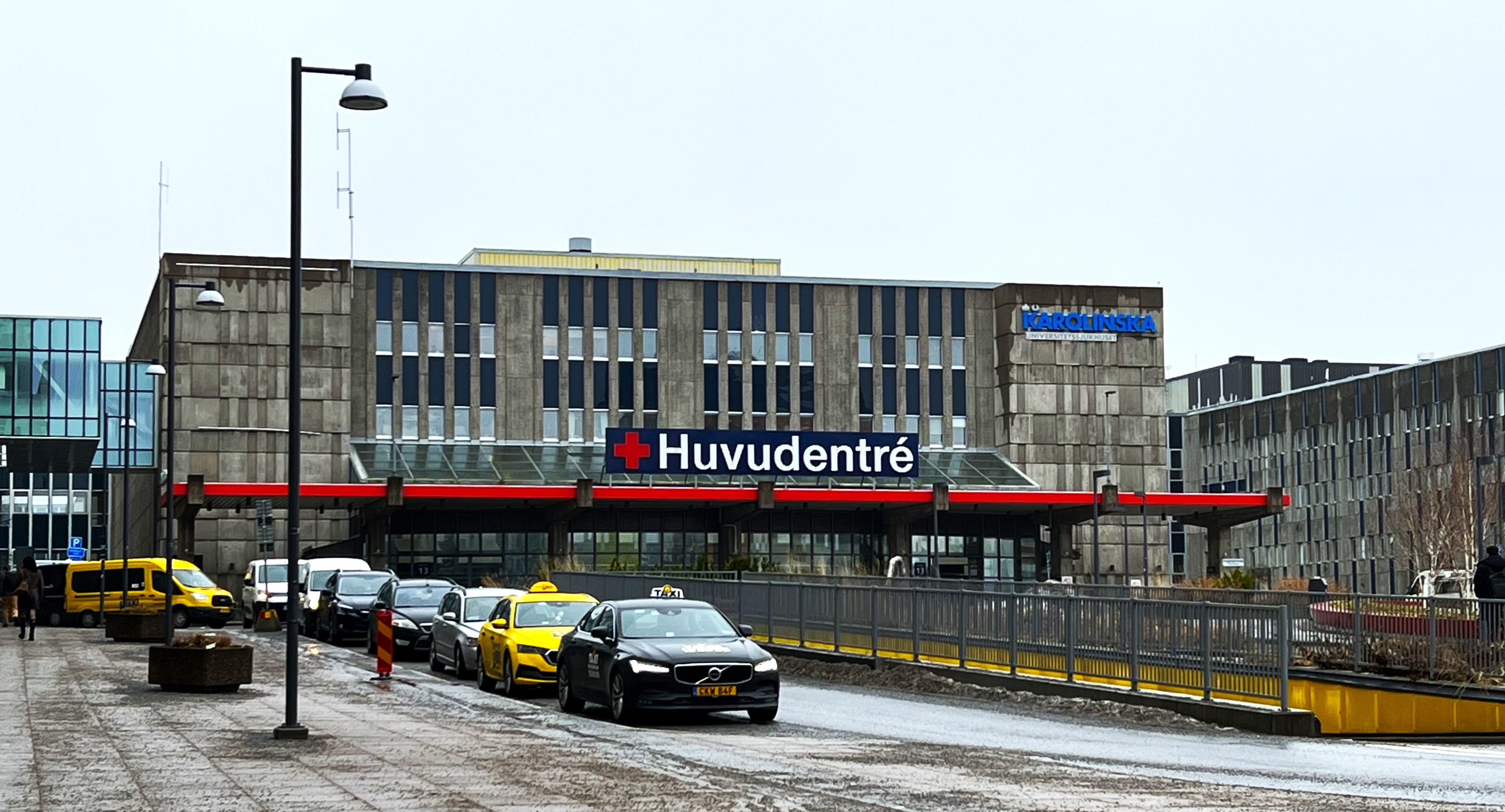
Karolinska universitetssjukhuset

År 1972 invigdes Huddinge sjukhus och den 1 januari 2004 slogs sjukhuset samman med Karolinska sjukhuset och bildade då Karolinska universitetssjukhuset. Region Stockholm ansvarar för sjukhuset. Karolinska universitetssjukhusets andra storsjukhus ligger i Solna.
I Huddinge kommun fanns år 2022 runt 50 boenden för vård och omsorg, varav 16 drevs av Attendo, tre av Frösunda och resterande av Huddinge kommun. Det största boendet är äldreboendet Stortorp, som består av fem enheter.

## Befolkning

### Demografi

#### Befolkningsutveckling
Inför kommunreformen 1971 hade Huddinge som landskommun i många år varit folkrikast i landet; endast städer hade fler invånare. Ökningen har därefter fortsatt.
Kommunen har 114 359 invånare (31 mars 2025), vilket placerar den på 14:e plats avseende folkmängd bland Sveriges kommuner.
| Befolkningsutvecklingen i Huddinge kommun 1970–2020 | Befolkningsutvecklingen i Huddinge kommun 1970–2020 | Befolkningsutvecklingen i Huddinge kommun 1970–2020 | Befolkningsutvecklingen i Huddinge kommun 1970–2020 | Befolkningsutvecklingen i Huddinge kommun 1970–2020 |
| --------------------------------------------------- | --------------------------------------------------- | --------------------------------------------------- | --------------------------------------------------- | --------------------------------------------------- |
|                                                     |                                                     |                                                     |                                                     |                                                     |
| År                                                  |                                                     |                                                     | Folkmängd                                           |                                                     |
| 1970                                                | 1970                                                |                                                     | 54 732                                              |                                                     |
| 1975                                                | 1975                                                |                                                     | 62 576                                              |                                                     |
| 1980                                                | 1980                                                |                                                     | 66 570                                              |                                                     |
| 1985                                                | 1985                                                |                                                     | 70 209                                              |                                                     |
| 1990                                                | 1990                                                |                                                     | 73 829                                              |                                                     |
| 1995                                                | 1995                                                |                                                     | 77 384                                              |                                                     |
| 2000                                                | 2000                                                |                                                     | 84 535                                              |                                                     |
| 2005                                                | 2005                                                |                                                     | 88 750                                              |                                                     |
| 2010                                                | 2010                                                |                                                     | 97 453                                              |                                                     |
| 2015                                                | 2015                                                |                                                     | 105 311                                             |                                                     |
| 2020                                                | 2020                                                |                                                     | 113 234                                             |                                                     |

#### Utländsk bakgrund
Den 31 december 2018 utgjorde antalet invånare med utländsk bakgrund (utrikes födda personer samt inrikes födda med två utrikes födda föräldrar) 45 460, eller 40,69 % av befolkningen (hela befolkningen: 111 722 den 31 december 2018). Den 31 december 2002 utgjorde antalet invånare med utländsk bakgrund enligt samma definition 24 319, eller 28,13 % av befolkningen (hela befolkningen: 86 457 den 31 december 2002). Den 31 december 2014 utgjorde folkmängden i Huddinge kommun 104 185 personer. Av dessa var 28 601 personer (27,5 %) födda i ett annat land än Sverige.

#### Invånare efter de vanligaste födelseländerna
Följande länder är de 10 vanligaste födelseländerna för befolkningen i Huddinge kommun.
| Nr | Födelseland | Antal  | Andel (%) | Andel i hela riket |
| -- | ----------- | ------ | --------- | ------------------ |
| 1  | Sverige     | 78 677 | 68,71     | 79,61              |
| 2  | Irak        | 2 945  | 2,57      | 1,40               |
| 3  | Turkiet     | 2 474  | 2,16      | 0,53               |
| 4  | Polen       | 2 122  | 1,85      | 0,94               |
| 5  | Finland     | 2 001  | 1,75      | 1,26               |
| 6  | Syrien      | 1 287  | 1,12      | 1,88               |
| 7  | Iran        | 1 098  | 0,96      | 0,81               |
| 8  | Afghanistan | 1 019  | 0,89      | 0,62               |
| 9  | Indien      | 940    | 0,82      | 0,51               |
| 10 | Bangladesh  | 894    | 0,78      | 0,13               |

### Religion
Svenska kyrkan i Huddinge pastorat hade 45 703 medlemmar 2020 (40% av befolkningen) och består av fyra församlingar i Huddinge kommun – Huddinge, Trångsund-Skogås, S:t Mikael och Flemingsberg. Svenska kyrkan har åtta kyrkor och kapell i kommunen. varav Mariakyrkan är den största. Andra kyrkor som tillhör Svenska kyrkan är Flemingsbergs kyrka, Huddinge kyrka, Segeltorps kyrka, Tacksägelsekyrkan samt Vårby gårds kyrka.
I Stuvsta återfinns Equmeniaförsamlingens kyrka, Stuvstakyrkan med 125 medlemmar (2022) och i Huddinge centrum finns Pingstförsamlingen i Södertörnkyrkan, med drygt 300 medlemmar (2021). Den gamla baptistkyrkan, Centrumkyrkan, används numer som Yogastudio. I Flemingsberg finns Flemingsbergs moské.
Det finns fyra begravningsplatser i kommunen varav S:t Botvids begravningsplats är den största. På begravningsplatsen finns också särskilda områden vigda för till exempel avlidna bahá'íer och muslimer.

## Kultur

### Museum
Bland museer kan nämnas Litografiska museet vid Sundby gård och Hagalunds tvätterimuseum belägen i Masmo intill Albysjön. Tvätterimuseet är Sveriges enda arbetslivsmuseum som har tvätteri som tema. I Vårbyhuset finns Internationella barnkonstmuseet som är det enda i sitt slag i Sverige och mittemot Huddinge kyrka vid Kommunalvägen återfinns Nyboda hembygds- och skolmuseum.

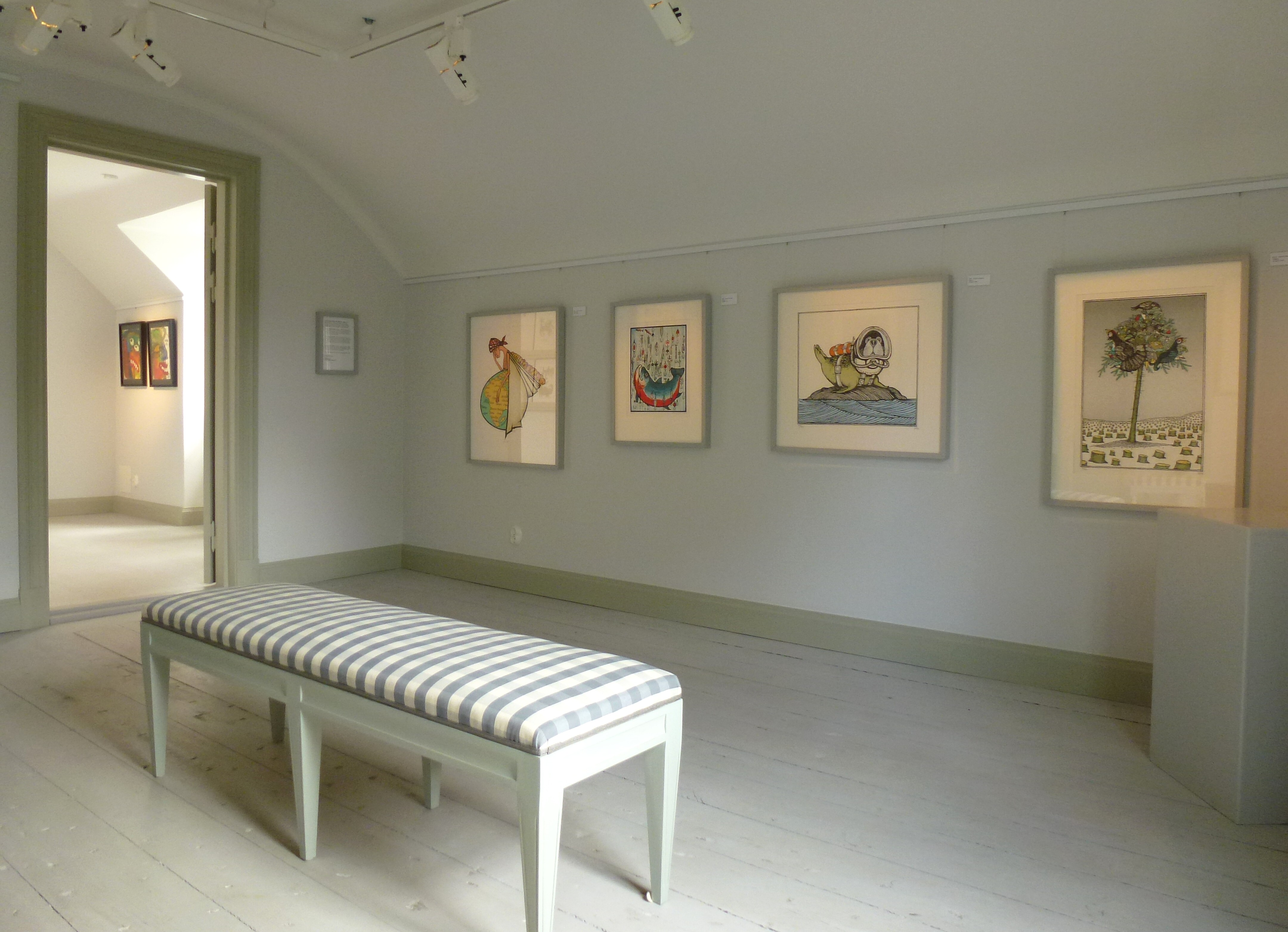
Fullersta gårds konstutställning.
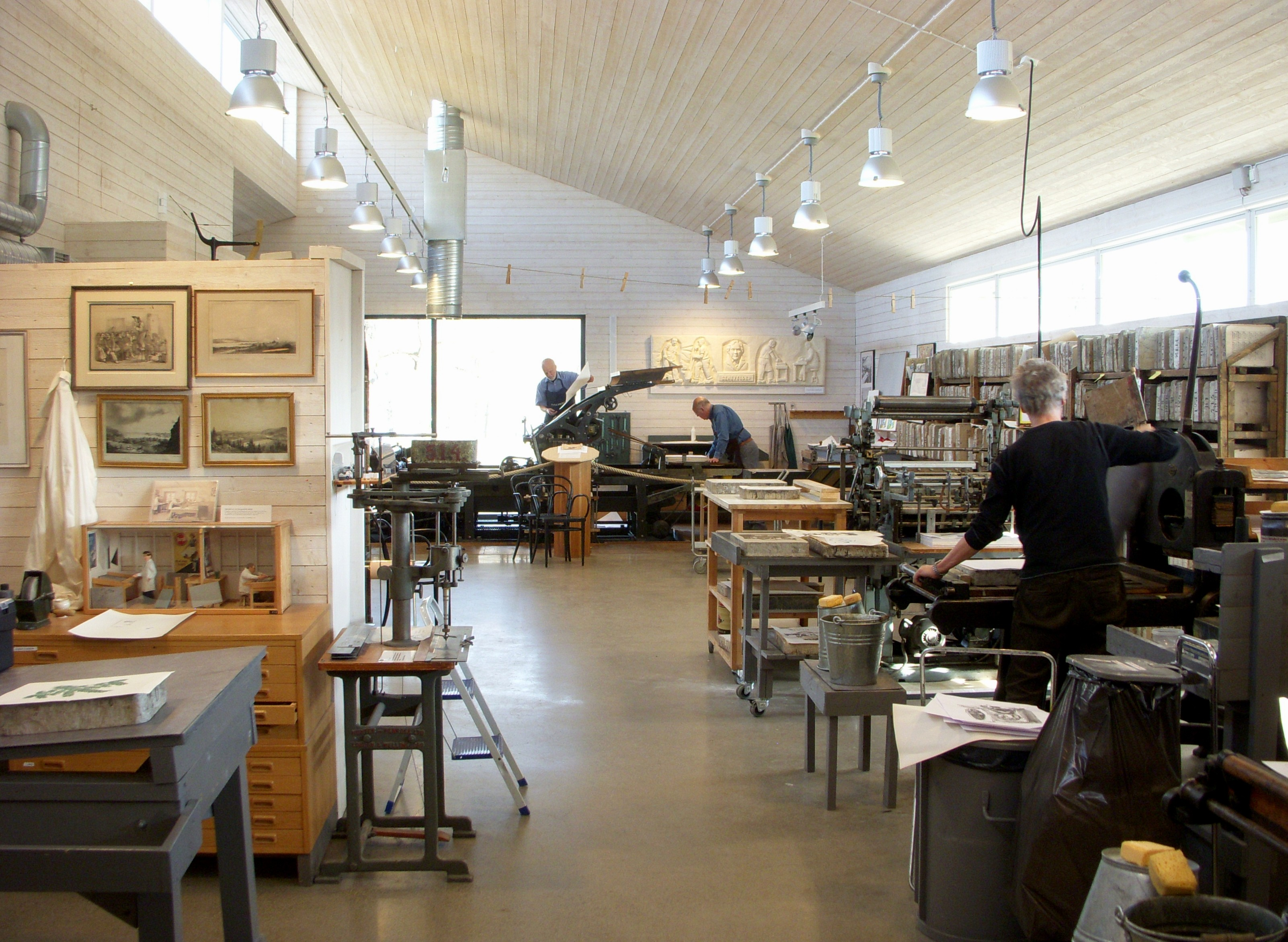
Litografiska museet.
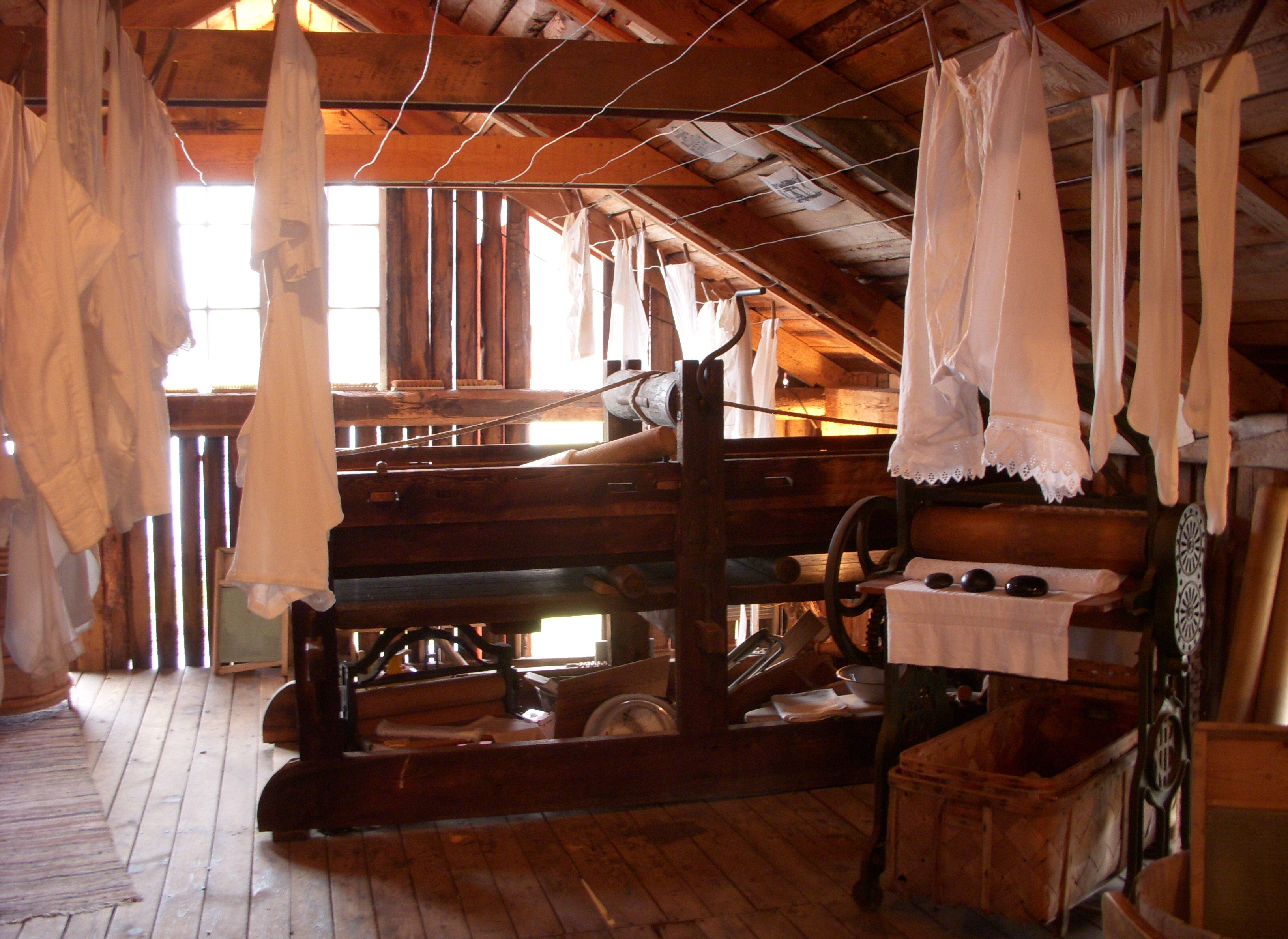
Hagalunds tvätterimuseum.
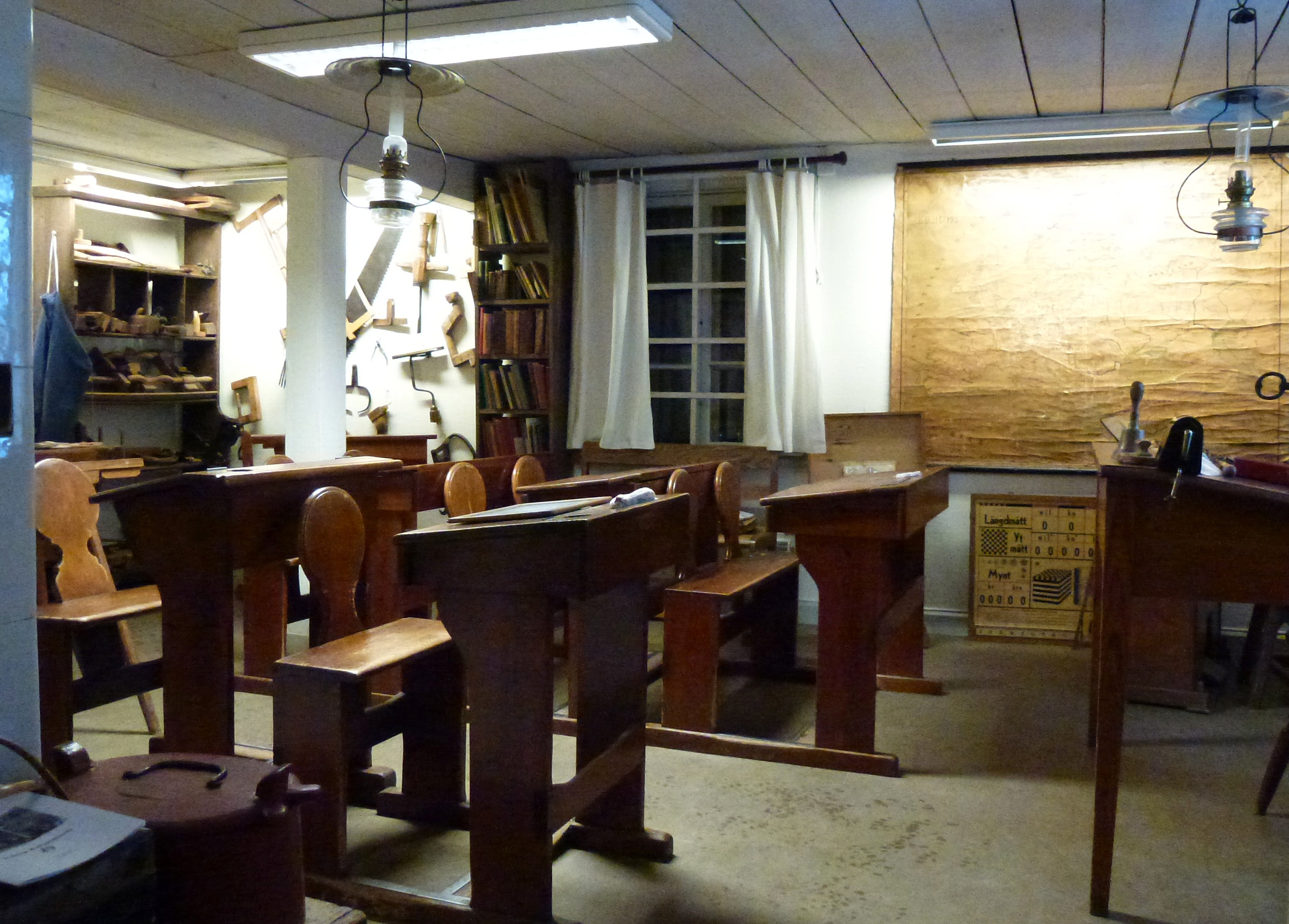
Nyboda hembygds- och skolmuseum.

### Konstarter

#### Arkitektur

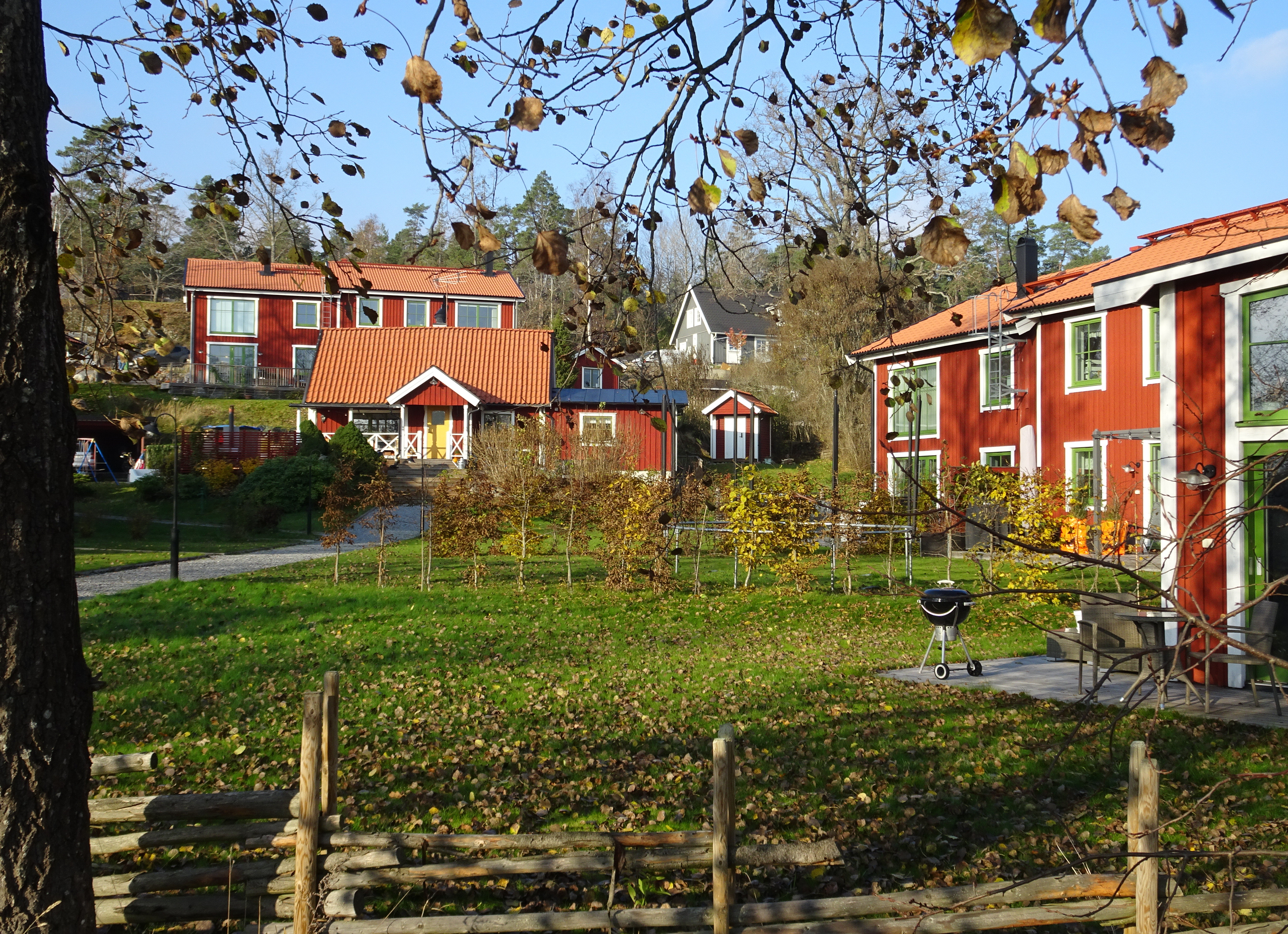
Gretas backe, i mitten syns 1800-tals torpet Fredriksdal som blev utgångspunkt för bebyggelsen.

Huddinges byggnadspris är ett arkitekturpris som sedan 2017 utdelas årligen till den främsta ny- eller ombyggnaden i kommunen. Tanken bakom priset är bland annat att ”stärka bilden av Huddinge”, att ”skapa intresse hos arkitekter för Huddinge som område” och att göra ”uppmärksam om vad just nu byggs i Huddinge”. Priset är en plakett och ett diplom som formgavs av konstnären Håkan Bull. Första pristagare var Gretas backe, ett småskaligt bostadsområde i Glömsta.

#### Bildkonst
I Huddinge kommun finns flera konsthallar som drivs i kommunal regi respektive genom privata, ideella föreningar. Huddinges nya kulturcentrum är Fullersta gård. I den nyrenoverade gården visas sedan år 2009 en permanent konstutställning med verk av huddingesönerna Peter Dahl och Ewert Karlsson (Galleri Peter Dahl och Galleri EWK). Dessutom har gården tillfälliga separatutställningar.
Inte långt från Fullersta gård ligger Fullersta bio; 1933 biograf och Huddinges första konsumbutik. Sedan hösten 1996 har Huddinge KonstnärsKlubb (HKK) bedrivit utställningsverksamheten  "Fullersta Bio Konsthall" i bottenvåningen medan den gamla biografsalongen med tillhörande utrymmen nyttjas av Á la Carte-teatern genom Studieförbundet Vuxenskolan.
Till Huddinges konstnärer räknas även målaren, fotografen och författaren Olle Magnusson med separatutställningar på bland annat Fullersta bio och iskonst i Huddinge centrum. Han är en av de främsta hembygdskännarna i Huddinge och har skrivit flera böcker om Huddinges natur. Hagalunds tvätterimuseum vid Albysjön är ett initiativ av Olle Magnusson, där han själv leder visningarna.
Sedan Kulturhuvudstadsåret 1998 rullas en 1000 meter lång konstutställning ut längs parkvägen mellan Forelltorget och Fullersta bio konsthall. Evenemanget kallas 1000 meter konst och äger rum den sista lördagen i september. Här visar konstnärer, amatörer och professionella upp sin konst.

### Kulturarv
Bland kommunens kulturarv hittas ett flertal fornborgar, en typ av fornlämningar. En av dessa är 2 000 år gammal och hittas i ett historiskt landskap i närheten av tätorten Gladö. Där har även stenyxor hittats som visar att området användes av säljägare för 8 000 år sedan. Balingsta kvarn är ett annat kulturarv.

### Bibliotek
Kommunen har sex bibliotek. Huvudbiblioteket är en tillbyggnad av Huddinge kommunalhus och invigdes 1966, byggt efter ritningar av arkitekt Sture Frölén, som även ritade kommunalhuset. De andra biblioteken finns i Flemingsberg, Segeltorpsskolan, Skogås, Trångsund och Vårby.

### Kommunvapen

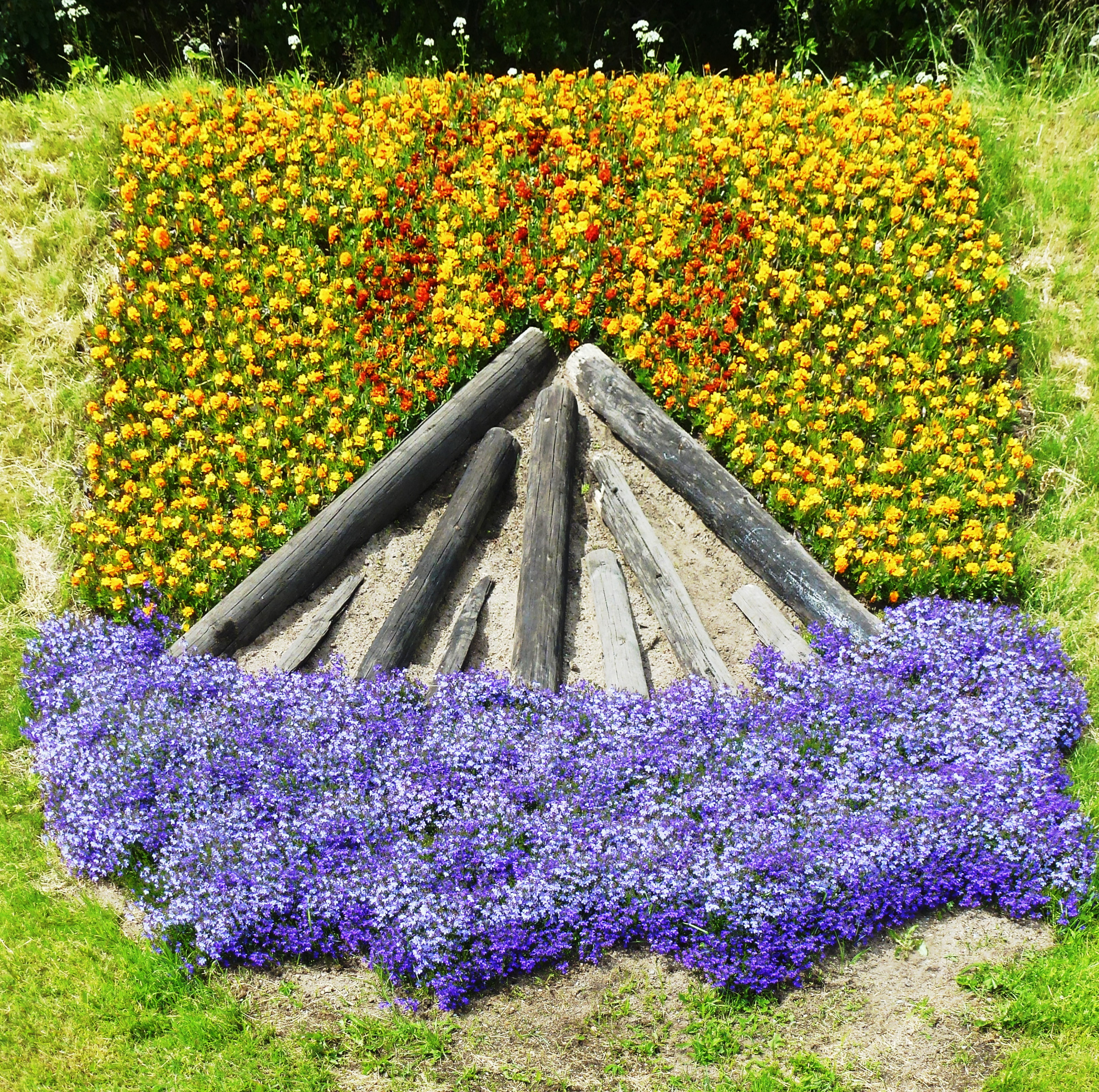
Huddinge kommunvapen som rabatt.

Blasonering: I fält av guld en på ett blått treberg stående svart, brinnande vårdkase med röd låga. I heraldiken kallas en stiliserad bild av ett berg, som har tre rundade toppar för treberg. Den mellersta toppen av treberget är större än de båda andra.
Huddinge kommunvapen är ritat av formgivaren Folke Arström. Det fastställdes av Kungl Maj:t den 28 november 1947. År 1974 registrerades vapnet hos Patent- och registreringsverket enligt den nya lagstiftningen till skydd för kommunala vapen.
Vårdkasen syftar på de som fanns från Vårby och långt in i Mälaren. Den avslutande vårdkasen, som anses ha stått på Vikingaberget eller Korpberget.

### Sport
Idrottslivet i Huddinge tog fart med bildandet 1912 av Huddinge IF. Många av dagens specialklubbar för enskilda sportgrenar är ursprungligen sektioner i Huddinge IF som bildat eget. Inte minst kommunens ishockeylag, Huddinge IK som fostrat en lång rad kända spelare och som under nästan ett kvartssekel var ett av de främsta lagen i dåvarande näst högsta divisionen med ständiga kval till SHL. Sedan säsongen 2009/10 huserar laget numera i tredjedivisionen, Hockeyettan, och kämpar varje år för avancamang till andradivisionen Hockeyallsvenskan. Publikunderlaget är litet eftersom kommunen är en del av stockholmsområdet och det är svårt att konkurrera med de större klubbarna om befolkningens idrottsintresse. Supporterklubben heter Red Tigers.

## Galleri

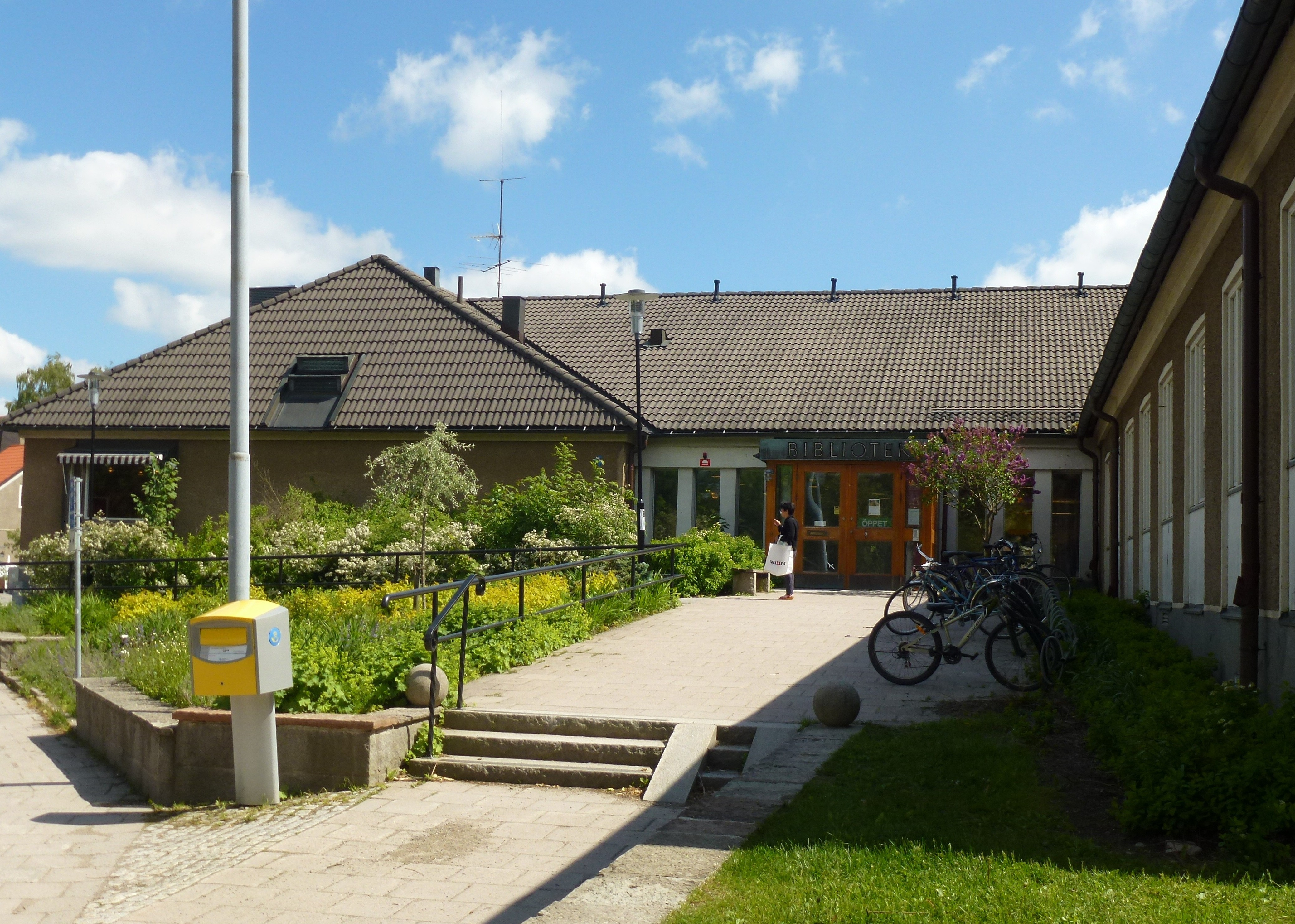
Huvudbiblioteket i Huddinge kommunalhus.
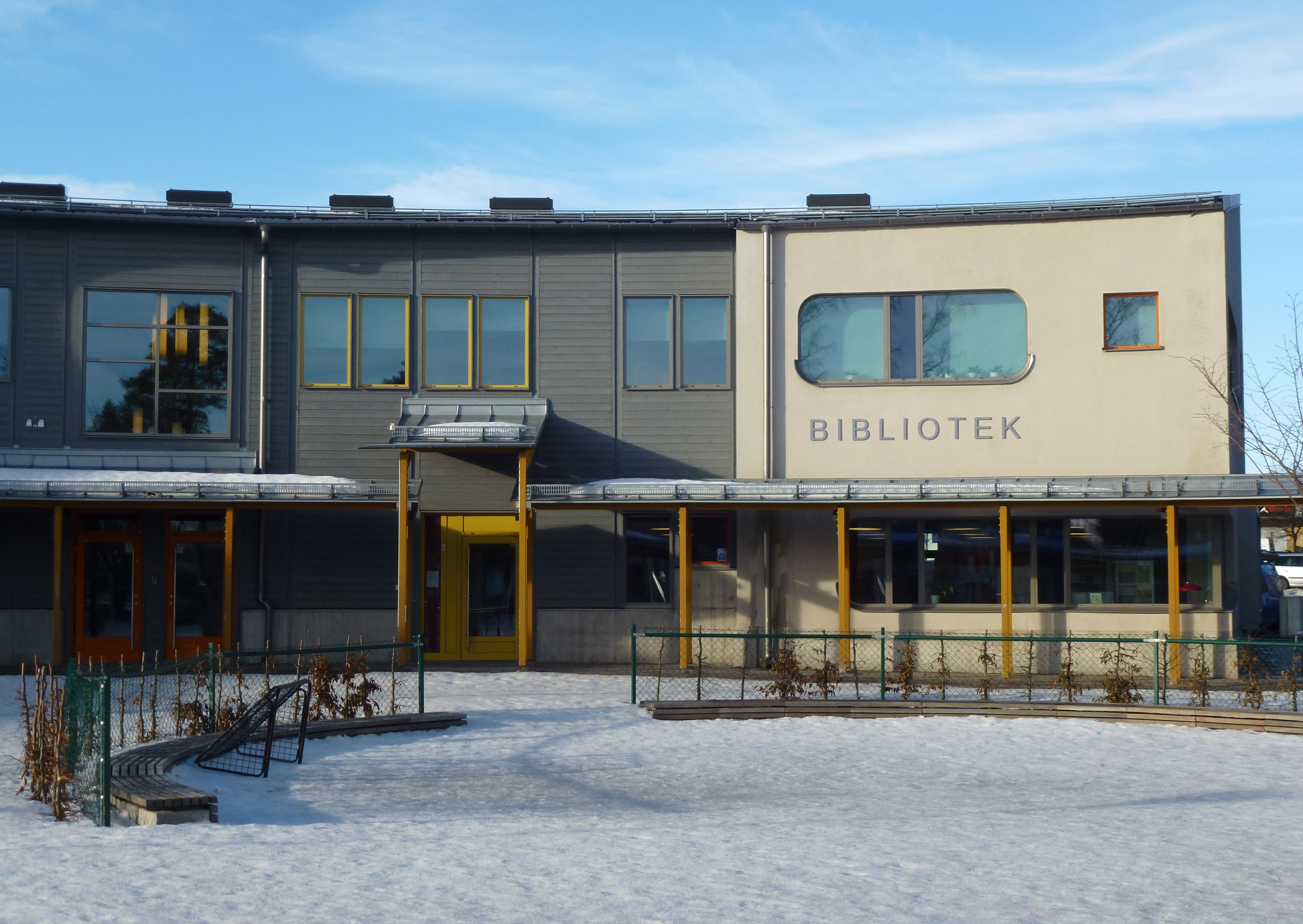
Kommundelsbiblioteket i Segeltorpsskolan.
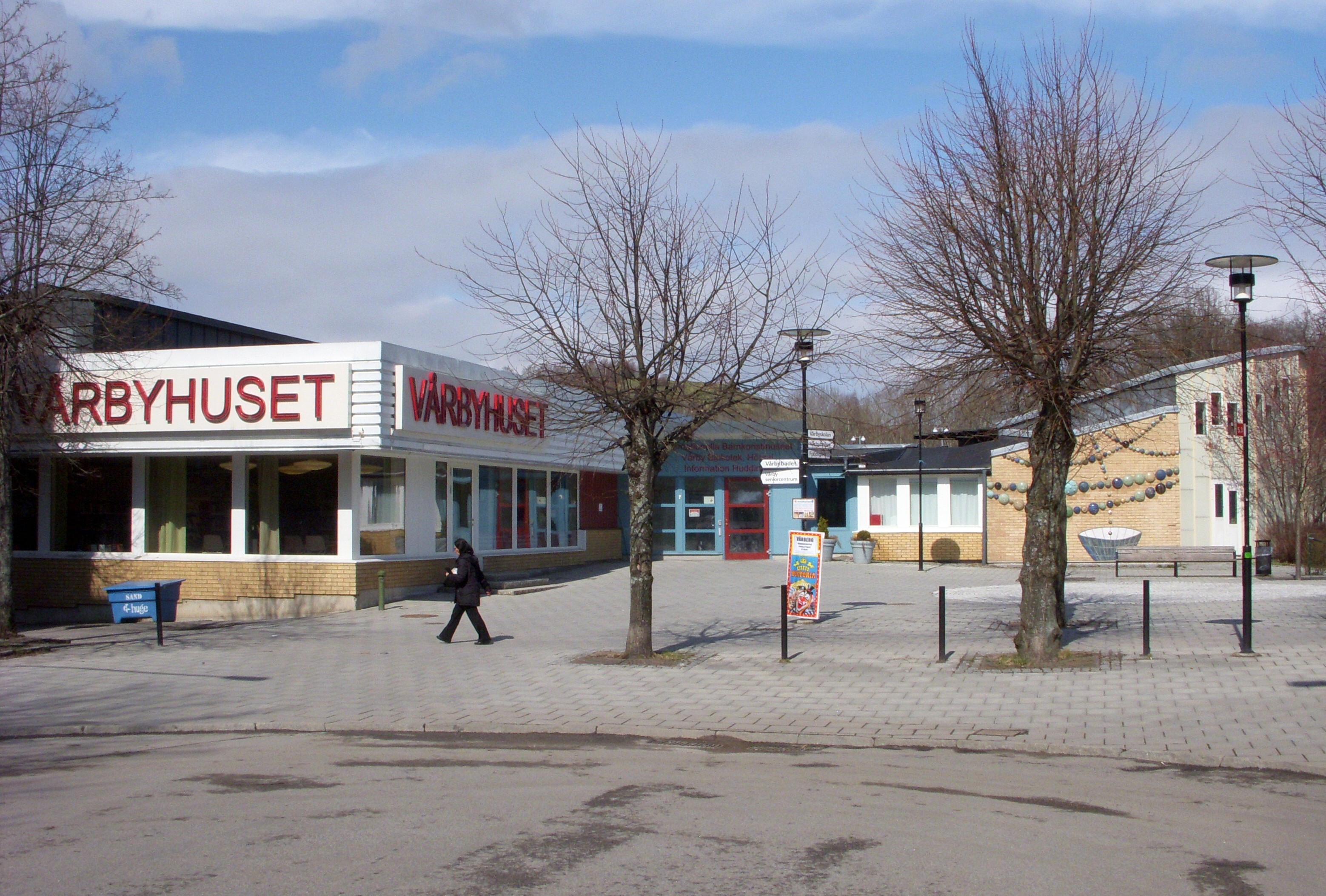
Kommundelsbiblioteket i Vårbyhuset.
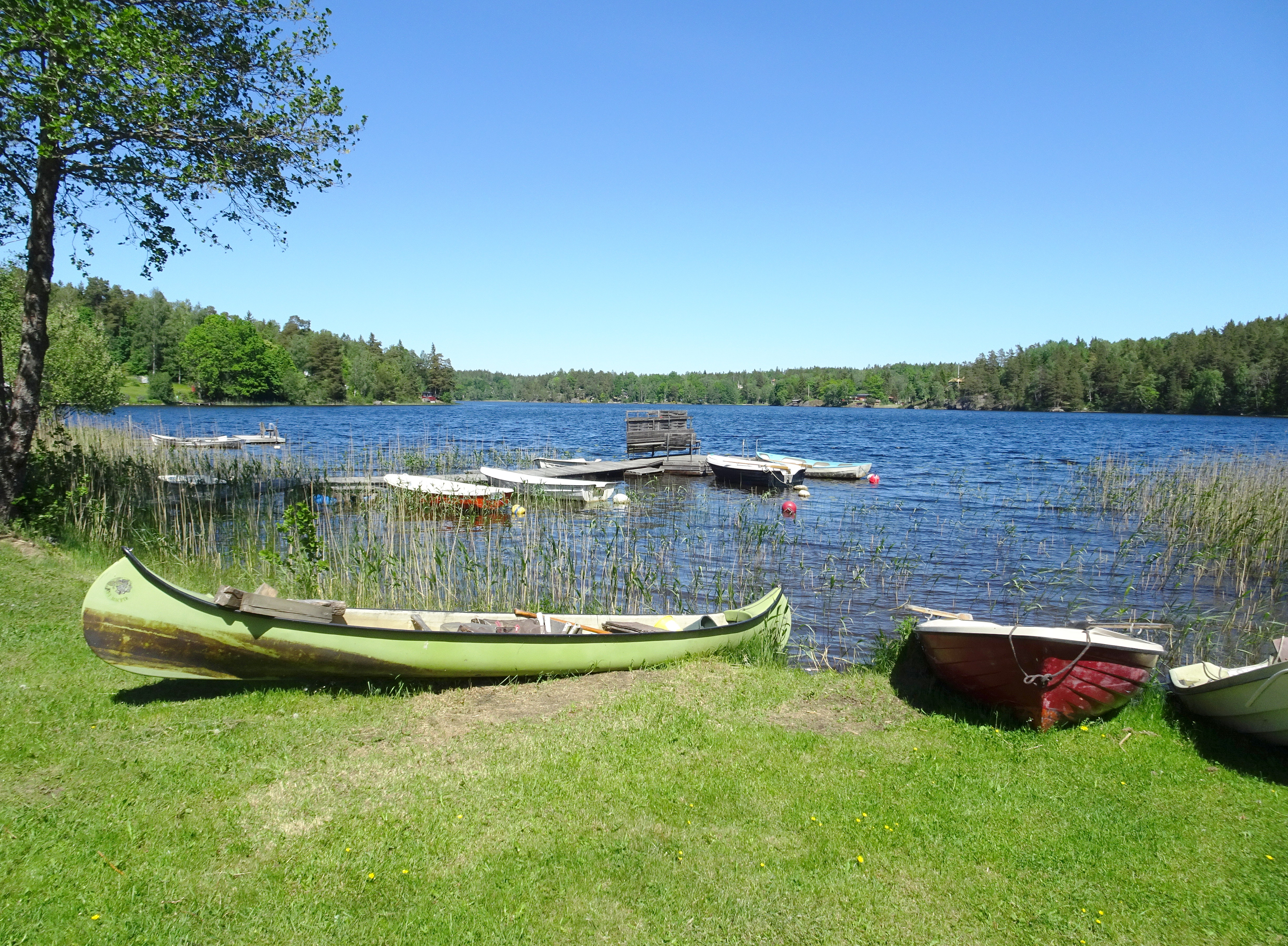
Ådran.
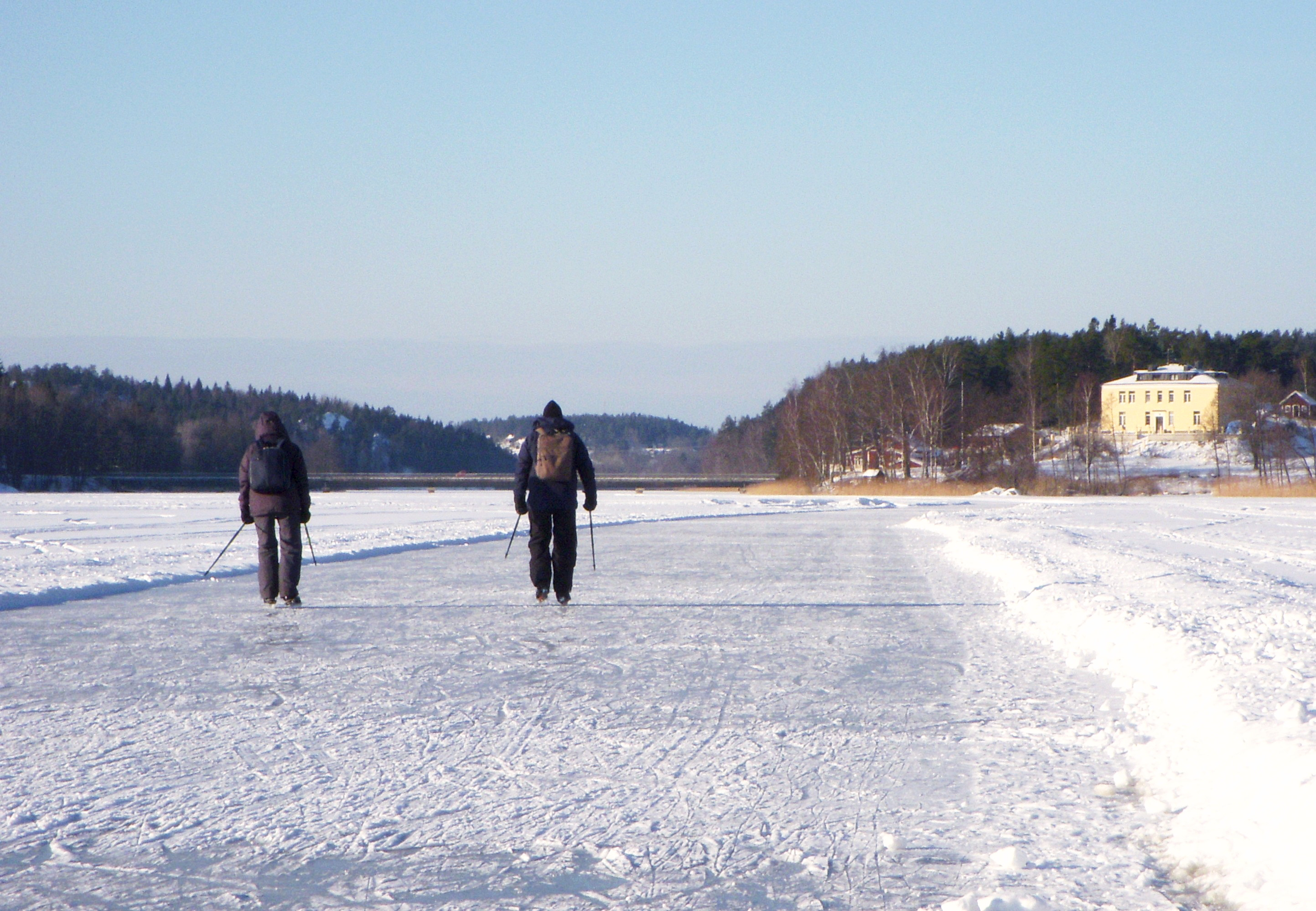
Orlången.
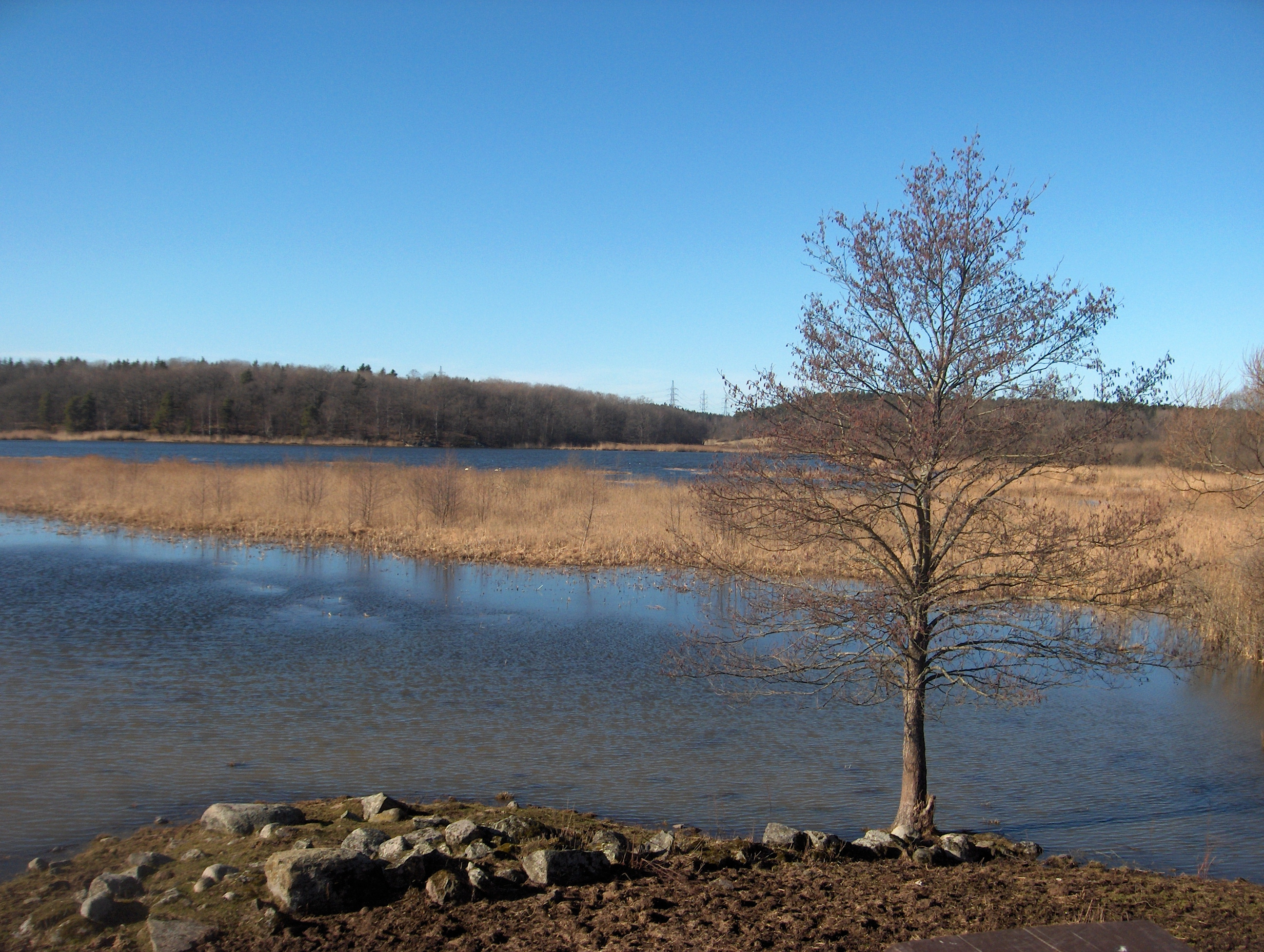
Ågestasjön.
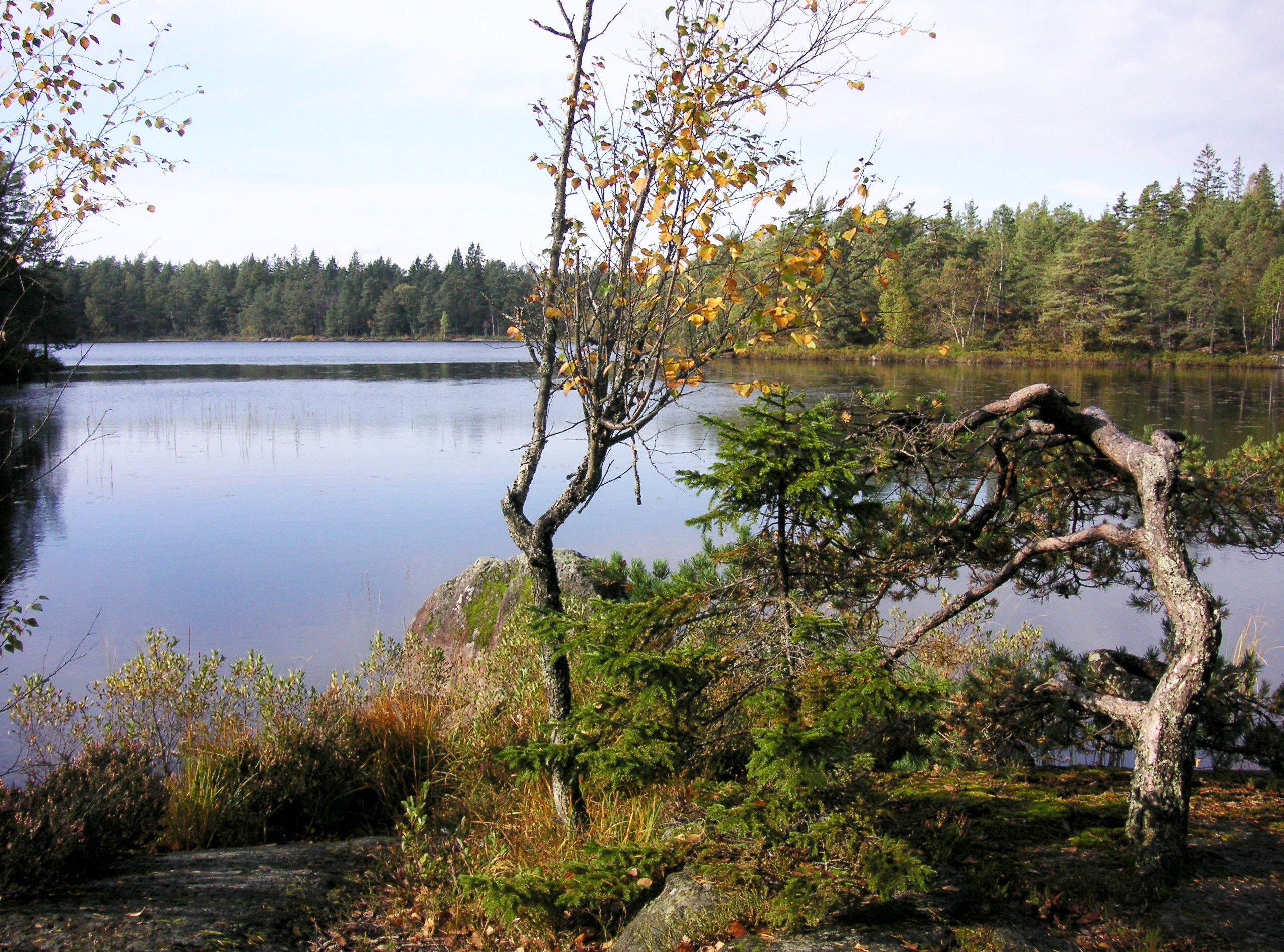
Paradisets naturreservat.
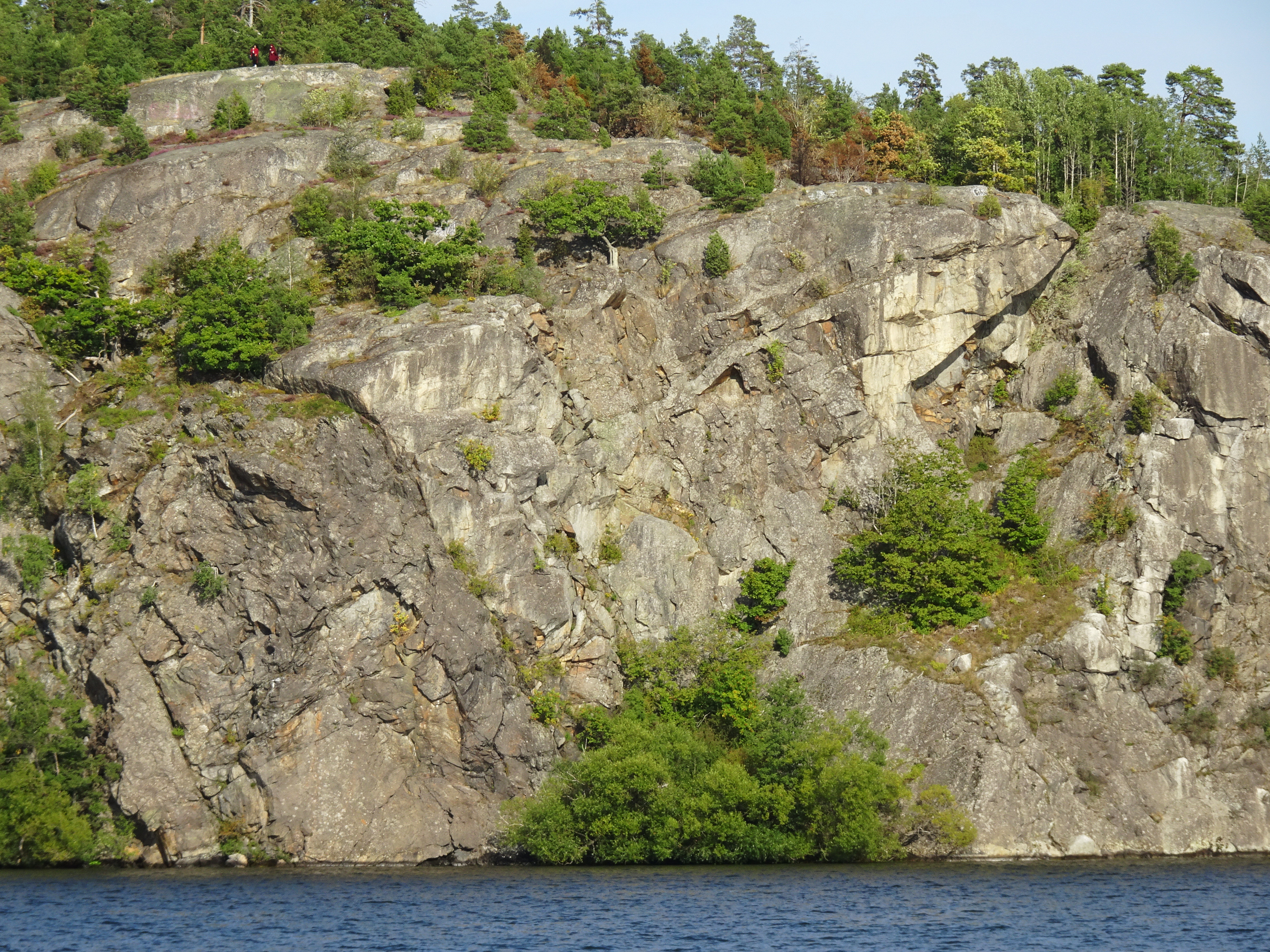
Korpberget biotopskyddsområde.
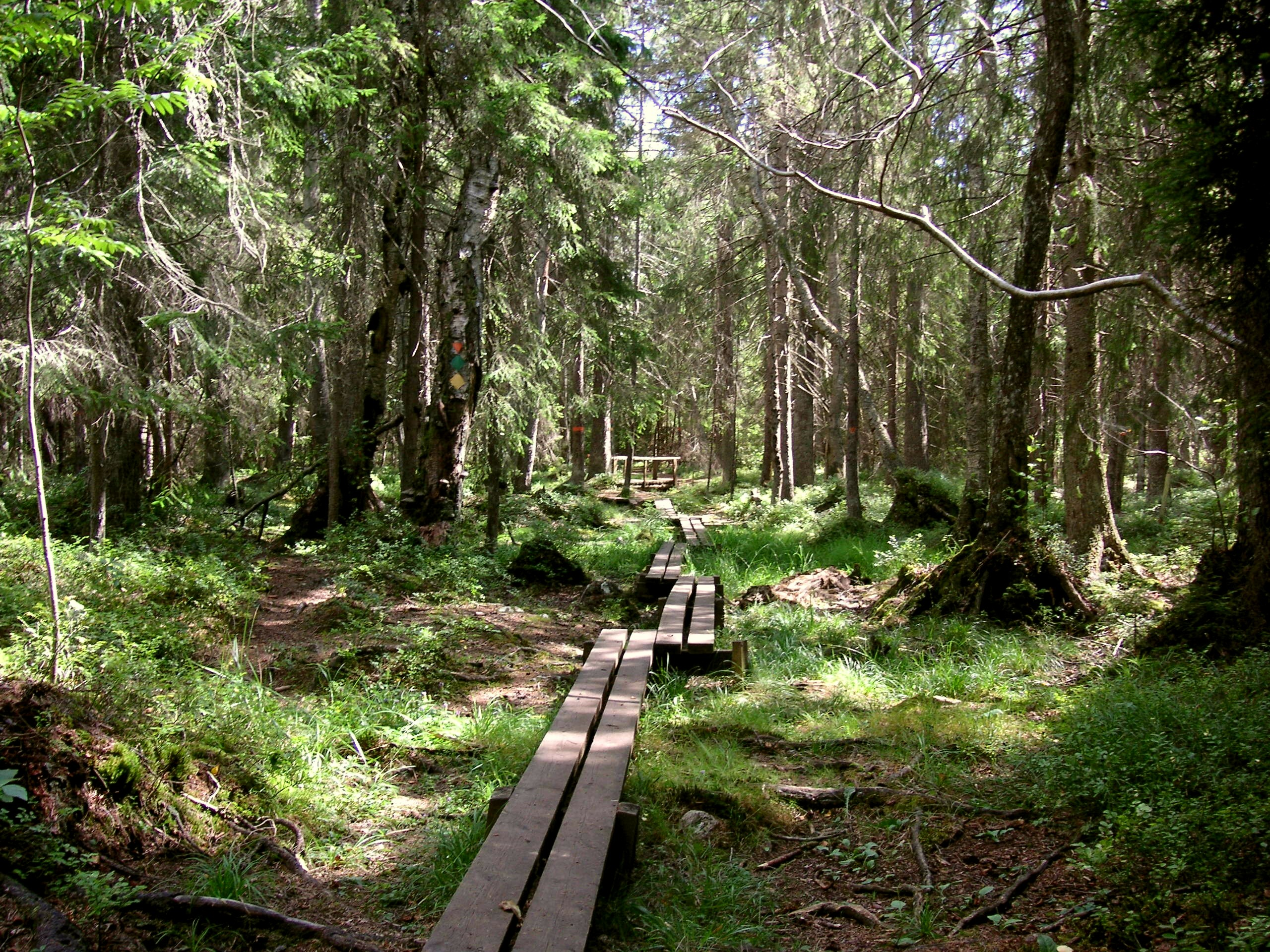
Paradisets naturreservat.
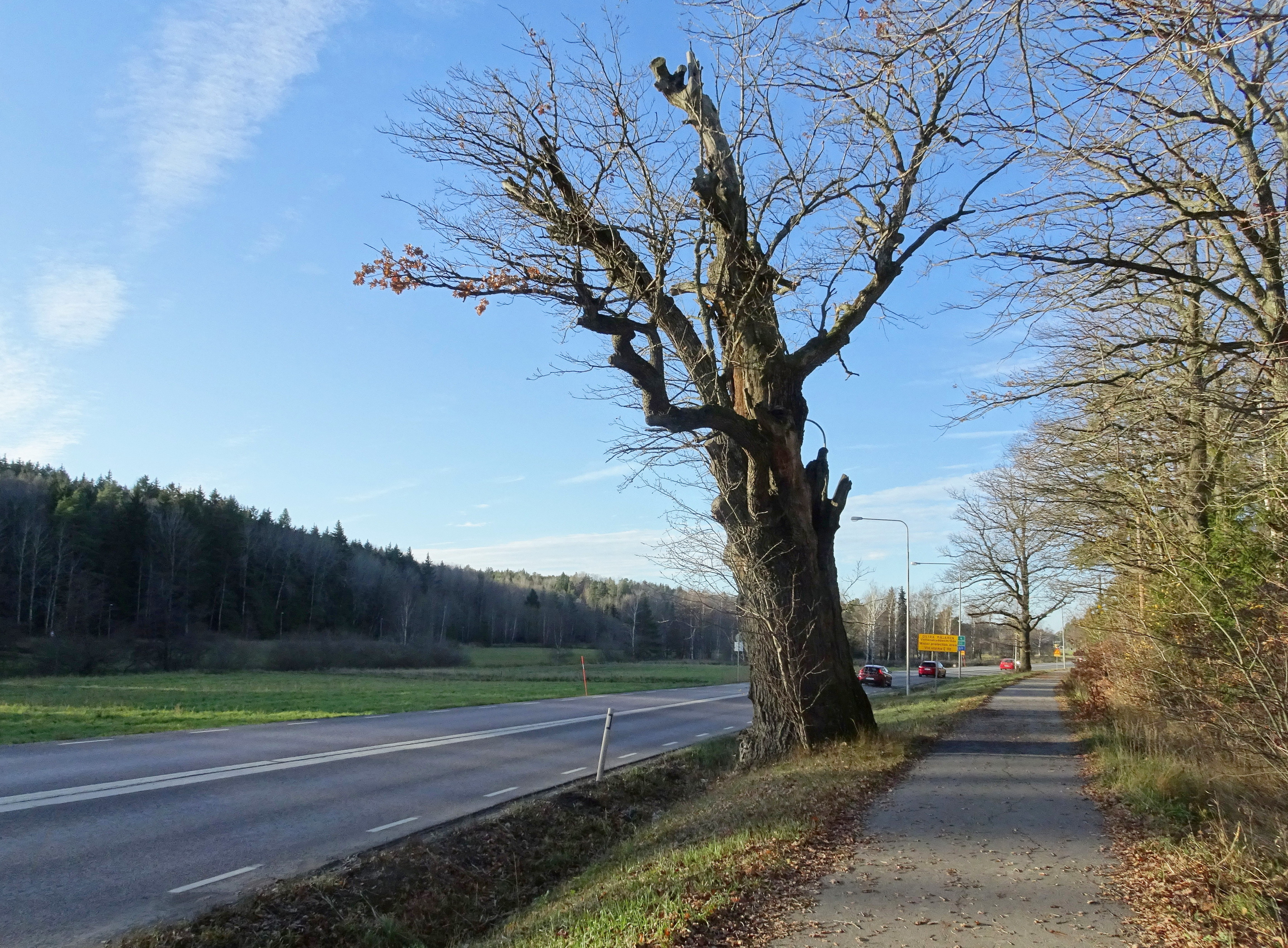
Hagstaeken (naturminne).
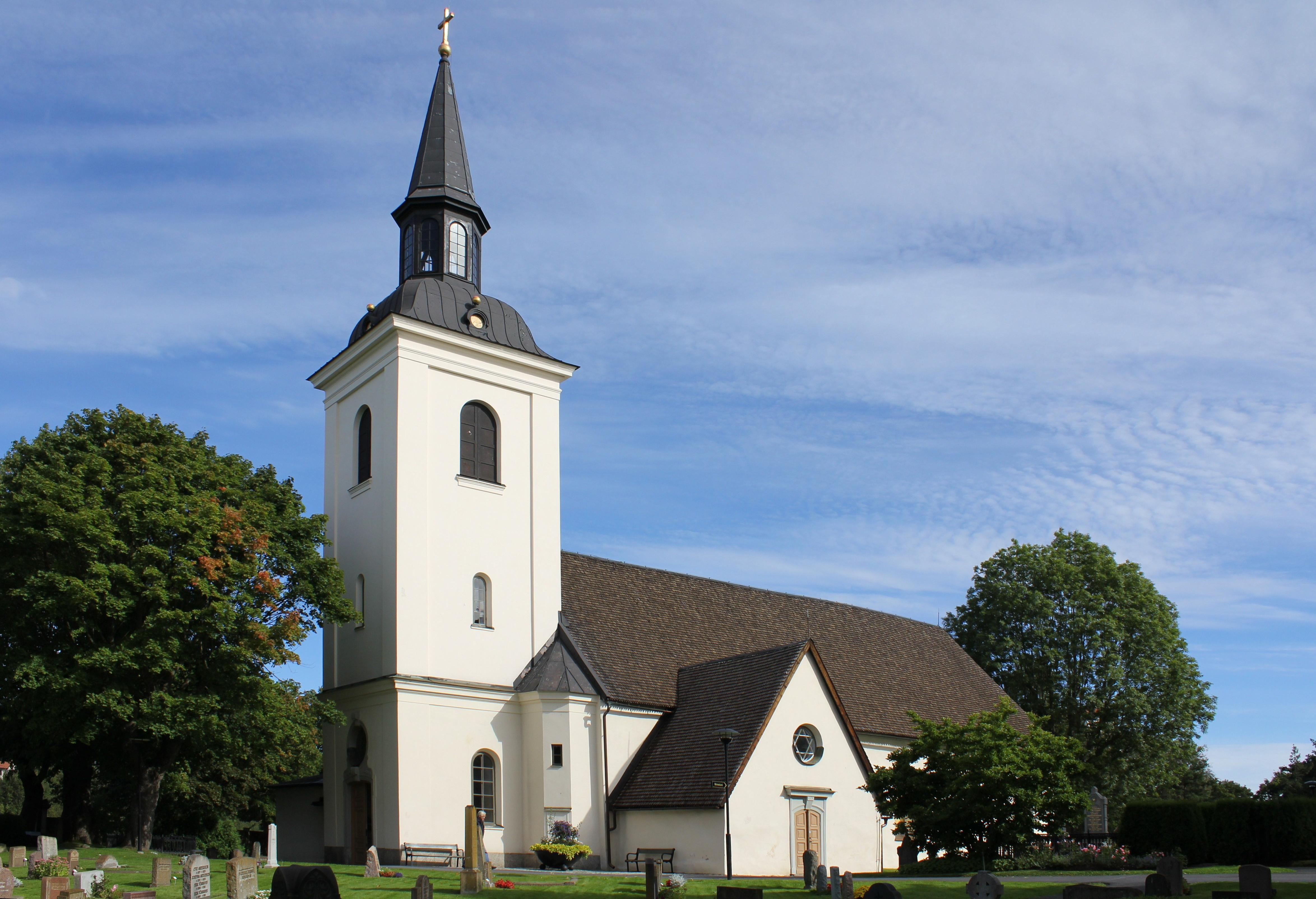
Huddinge kyrka.
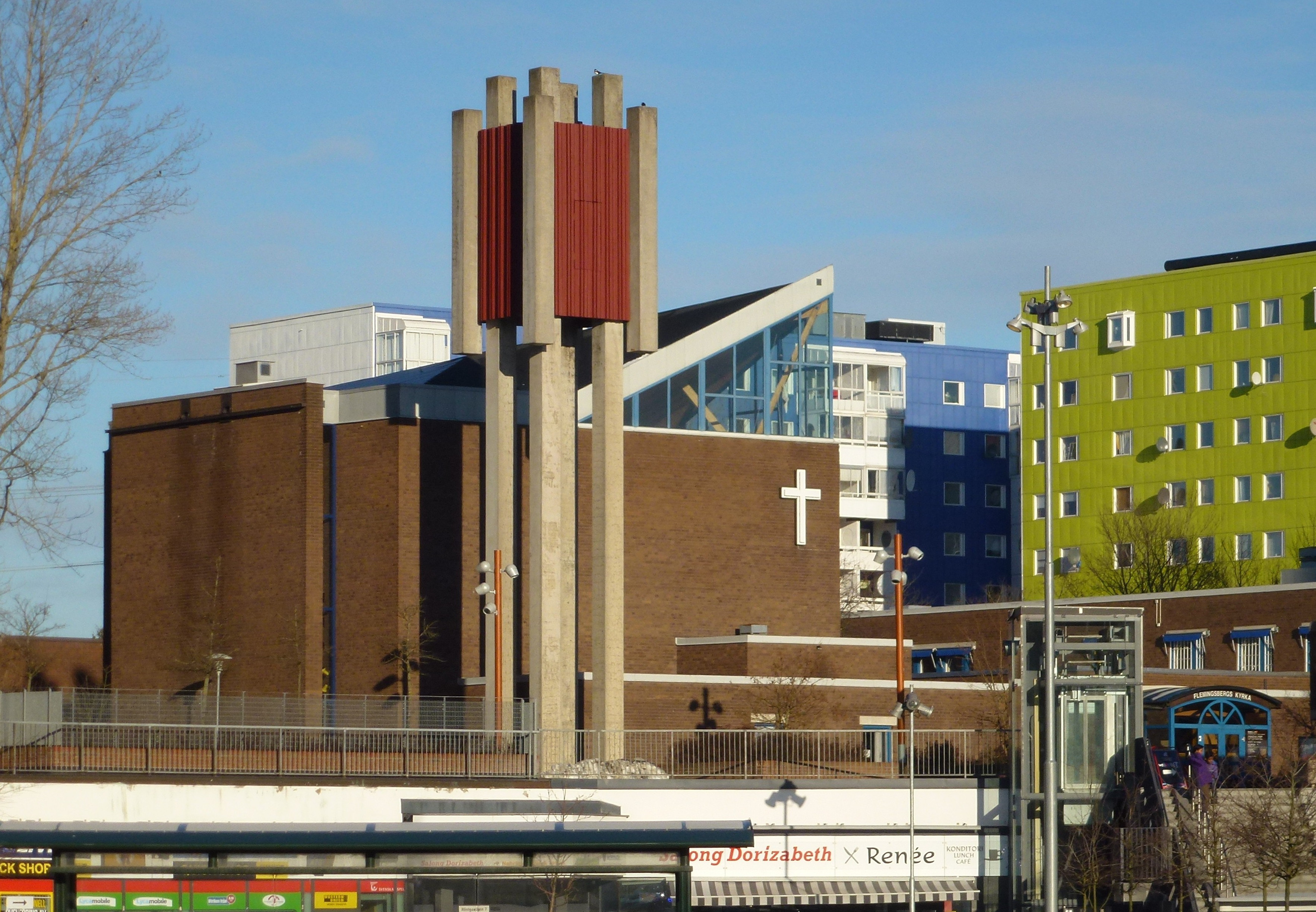
Flemingsbergs kyrka.
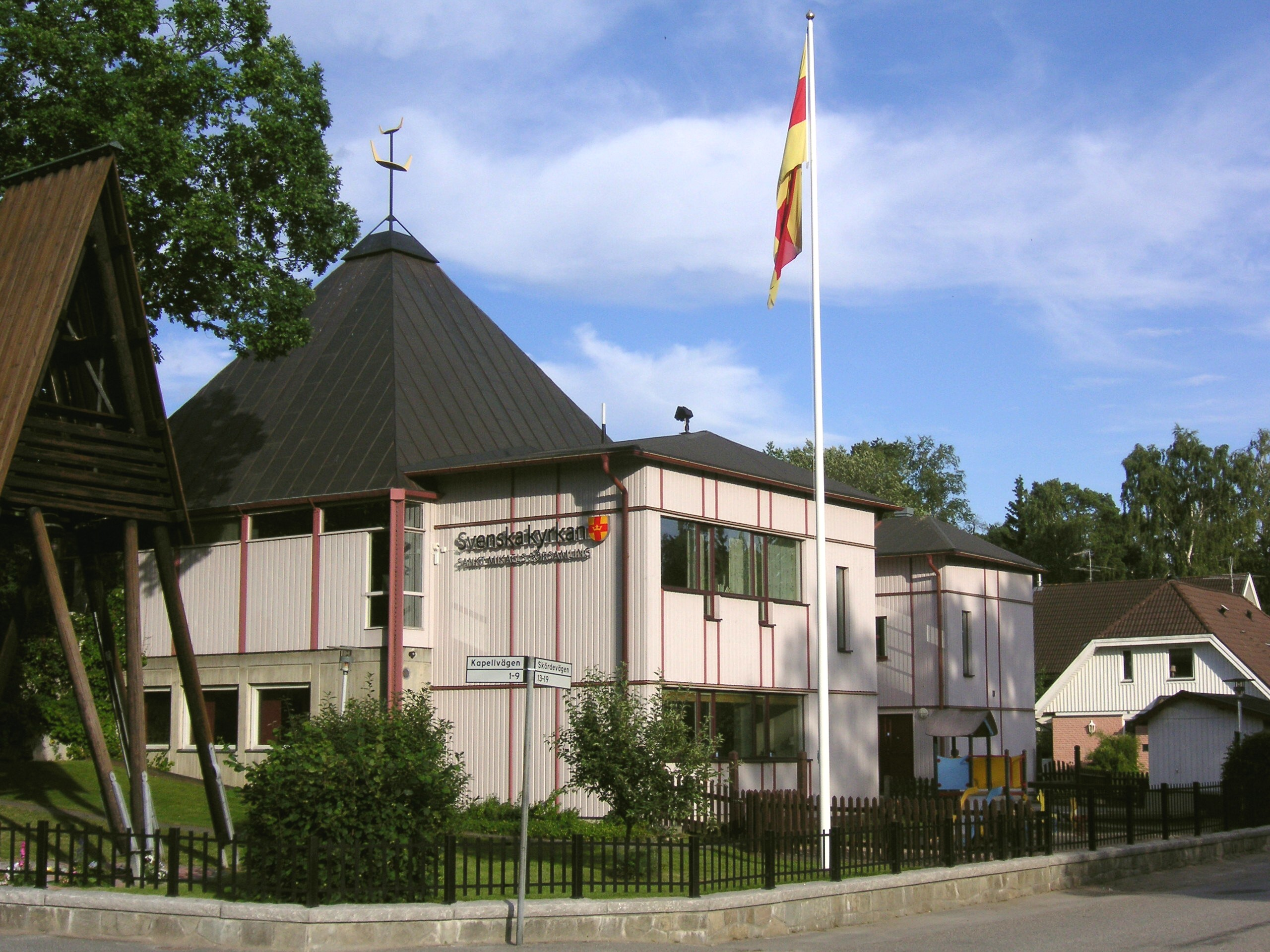
Segeltorps kyrka.
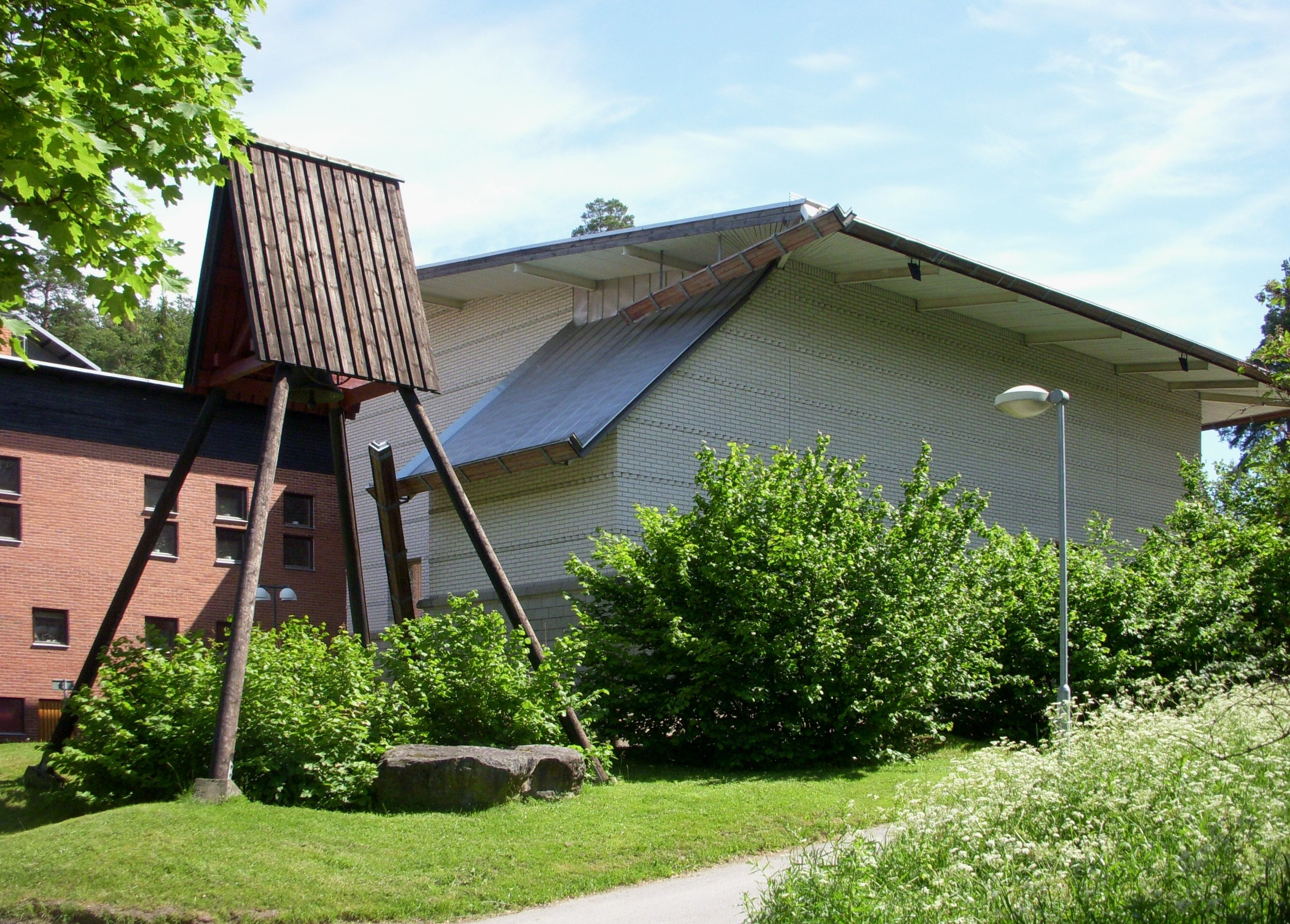
Vårby gårds kyrka.
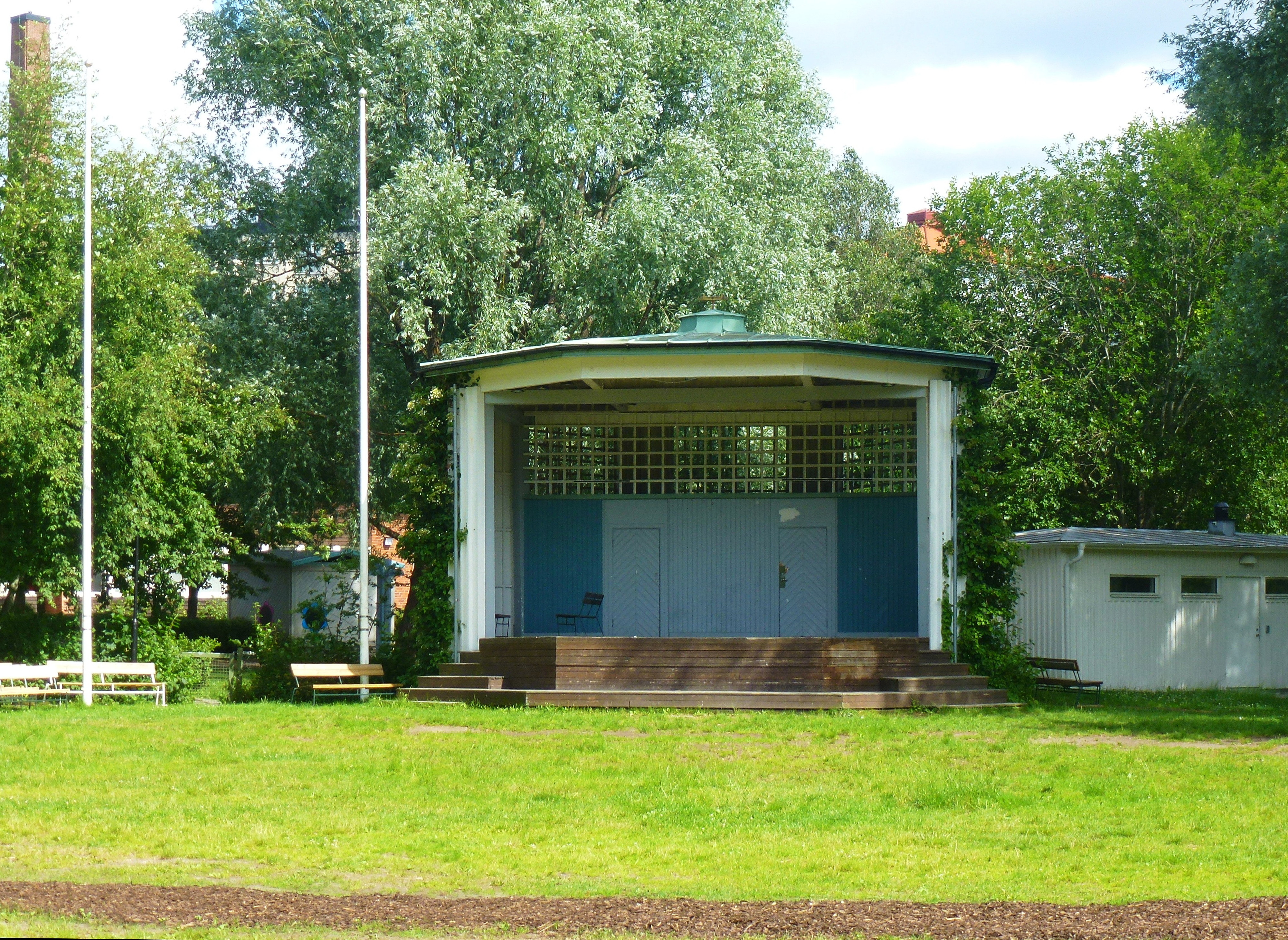
Sjödalsparkens utomhusscen.
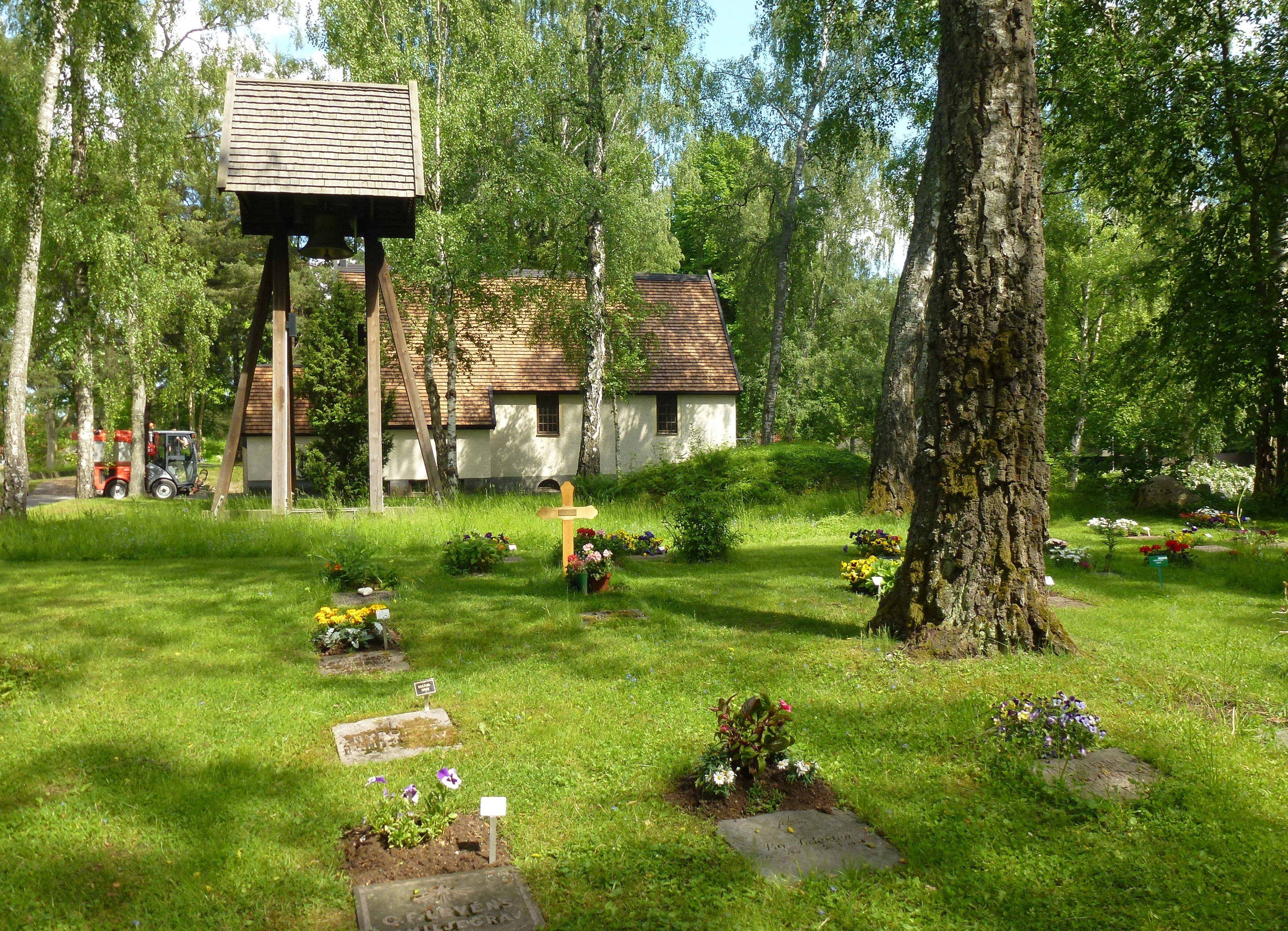
Tomtberga kyrkogård.